# Ineos Grenadiers
Ineos Grenadiers ist ein britisches Radsportteam mit Sitz in Manchester.
Zu den größten Erfolgen der Mannschaft, die in der Saison 2010 unter dem Namen Sky Professional Cycling Team erstmals lizenziert wurde, gehören sieben Tour-de-France-Gesamtwertungssiege: 2012 durch Bradley Wiggins, 2013, 2015, 2016 und 2017 durch Chris Froome, 2018 durch Geraint Thomas sowie 2019 durch Egan Bernal.
Weiters konnte die Mannschaft in den Jahren 2018, 2020 und 2021 den Giro d’Italia und im Jahr 2011 und 2017 die Vuelta a España gewinnen. Mit Lüttich–Bastogne–Lüttich (2016), Mailand–Sanremo (2017) und Paris–Roubaix (2022) stellte das Team bereits drei Sieger bei den fünf Monumenten des Radsports.

## Organisation
Die Mannschaft der Ineos Grenadiers gehört der Holdinggesellschaft Tour Racing Limited, die im Jahr 2009 von BSkyB gegründet wurde. Sie ist Träger der UCI-WorldTour-Lizenz, die dem Team das Startrecht bei allen Rennen der gleichnamigen Rennserie ermöglicht. Seit dem Jahr 2019 ist Ineos der alleinige Besitzer der Tour Racing Limited. Mit rund 50 Millionen Euro verfügte das Team im Jahr 2023 über das größte Budget aller UCI WorldTeams.
Bereits bei der Gründung galt die Mannschaft als ungewöhnlich, da Sky sowohl der Hauptsponsor als auch der Eigentümer des Teams war. Dies hatte den Vorteil, dass das Sky Professional Cycling Team nicht von externen Sponsoren abhängig war, die im Gegenzug Medienpräsenz erwarteten. Eine weitere Besonderheit stellte die enge Verbindung zum britischen Radsportverband (British Cycling) dar, mit dem man sich Büroräume, Trainer-, Backup- und Verwaltungspersonal teilte. Am deutlichsten wird der Zusammenhang der beiden Organisationen anhand von Dave Brailsford, der mit der Gründung des Sky Professional Cycling Team sowohl an der Spitze des Profi-Teams als auch des britischen Radsportverbands stand. Die Nähe vom späteren Team Sky und British Cycling war immer wieder Inhalt von Untersuchungen wegen eines möglichen Interessenkonflikts. Im Jahr 2014 trat Dave Brailsford von seiner Position beim britischen Radsportverband zurück, um sich ganz auf das Team Sky zu fokussieren. Nach den Olympischen Spielen des Jahres 2016 in Rio de Janeiro beendete auch BSkyB die Kooperation mit British Cycling. Als das Team Sky Mitte der 2010er Jahre vermehrt mit Doping-Anschuldigungen in Verbindung gebracht wurde, distanzierte sich British Cycling weiter von dem Profi-Team und wies darauf hin, dass man sich seit dem Jahr 2014 kein Personal mehr teilte, wenngleich weiterhin einzelne Fahrer des Team Sky das Velodrome des britischen Radsportverbands für ihre Trainingseinheiten nutzten.
Nachdem BSkyB am Ende des Jahres 2018 seinen Ausstieg nach dem Ablauf der Saison 2019 bekannt gab, suchte Dave Brailsford nach einem neuen Sponsor, der bereit war, das Budget von rund 40 Millionen Pfund zur Verfügung zu stellen. Nachdem zunächst Gerüchte über das kolumbianische Öl-, Gas- und Kohleunternehmen Ecopetrol kursierten, übernahm am 1. Mai 2018 der britische Chemie-Konzern Ineos die Mannschaft. Trotz der anhaltenden Doping-Anschuldigungen gegenüber der Mannschaft blieb Dave Brailsford zunächst an der Spitze des Teams, das heute unter dem Namen Ineos Grenadiers fährt, um den Geländewagen Ineos Grenadier zu bewerben. Ende des Jahres 2021 wurde Dave Brailsford zum Sportdirektor aller Ineos-Projekte ernannt, wodurch Rod Ellingworth die tägliche Leitung der Ineos Grenadiers übernahm. Nachdem er die Mannschaft im Vorfeld des Jahres 2024 verlassen hatte, wurde John Allert zum neuen CEO ernannt. Steve Cummings wurde zum director of racing, und Scott Drawer zum performance director ernannt. Am 20. Januar 2024 wurde bekannt gegeben, dass Brailsford nun auch formal seine Rolle als Teamchef zurücklegen werde.
Bei seinem ersten Start nach der Umbenennung wurde das Team bei der Tour de Yorkshire, also auf heimischem Boden, mit einem Pfeifkonzert von Fracking-Gegnern bedacht. Der neue Inhaber des Teams, Jim Ratcliffe, ist einer der beiden größten Fracking-Investoren auf der Insel. 40 Prozent von Yorkshire ist nach Angaben von Umweltschützern für Fracking freigegeben, einen großen Anteil an den Lizenzen hält Ratcliffes Ineos.

## Geschichte
Der Gründung der Mannschaft ging der Erfolg der britischen Radsportathleten bei den Olympischen Spielen von Peking im Jahr 2008 voraus. Unter dem Sportdirektor Dave Brailsford waren die Briten damals mit 14 Medaillen die erfolgreichste Nation im Radsport gewesen. Unterstützung erhielt der britische Radsportverband vom Medienkonzern Sky Limited (damals British Sky Broadcasting), der als Sponsor eine Million Pfund zur Verfügung stellte. Im Bestreben, die Beziehungen weiter zu vertiefen, wurde im Jahr 2009 ein Straßenradsport-Team angekündigt, das es sich zum Ziel setzte, binnen fünf Jahren mit einem britischen Fahrer die Tour de France, das größte und bekannteste Radrennen der Welt, zu gewinnen. Eine Schlüsselrolle in der Entstehung der Mannschaft spielte James Murdoch, ein Sohn von Rupert Murdoch, der als Vorsitzender von BSkyB dem neugegründeten Team 15 Millionen Euro in Aussicht stellte. Die Leitung der Mannschaft übernahm Dave Brailsford. Am 15. September 2009 erhielt die Mannschaft eine UCI-ProTour-Lizenz und war somit für vier Jahre bei den größten Rennen des Radsportkalenders startberechtigt. Für die erste Saison wurden 26 Fahrer verpflichtet, wobei der Brite Bradley Wiggins als Kapitän bei den großen Rundfahrten galt.

### 2010: Sky Professional Cycling Team

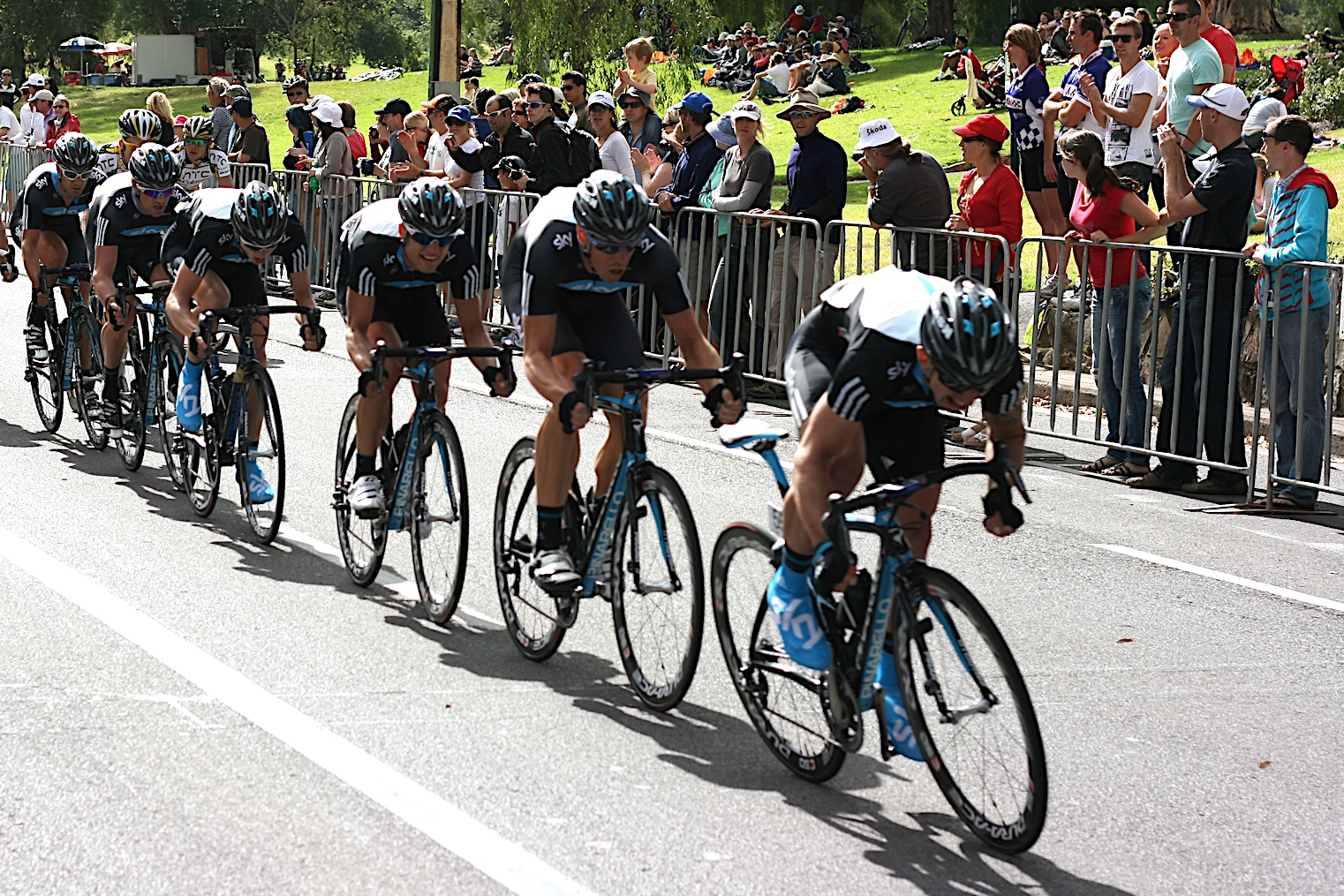
Sky Professional Cycling Team beim Cancer Council Helpline Classic

Bereits in der ersten Saison konnte das Sky Professional Cycling Team die ersten großen Erfolge einfahren. Nachdem Chris Sutton bereits im Januar bei der Tour Down Under für den ersten Etappensieg bei einem Rennen der UCI ProTour gesorgt hatte, gewann der Spanier Juan Antonio Flecha mit dem Omloop Het Nieuwsblad ein großes belgisches Eintagesrennen und stand kurz darauf als Dritter auf dem Podium von Paris–Roubaix. Bradley Wiggins gewann das Auftaktzeitfahren des Giro d’Italia, trug die Maglia Rosa jedoch nur für einen Tag, ehe er die erste Grand Tour des Teams auf dem 40. Gesamtrang beendete. Bei der Tour de France 2010 blieb Bradley Wiggins hinter den Erwartungen zurück und belegte den 22. Platz. Der Schwede Thomas Lövkvist beendete die Frankreich-Rundfahrt als bester Fahrer des Sky Professional Cycling Teams auf dem 15. Gesamtrang und führte die Mannschaft auch bei der Vuelta a España an, ehe das Team die Rundfahrt nach dem Tod des Soigneur Txema González verließ. Insgesamt war die neu gegründete Mannschaft in ihrer ersten Saison 24-mal erfolgreich und belegte den 15. Rang in der UCI-Weltrangliste.

### 2011–2013: Sky Procycling

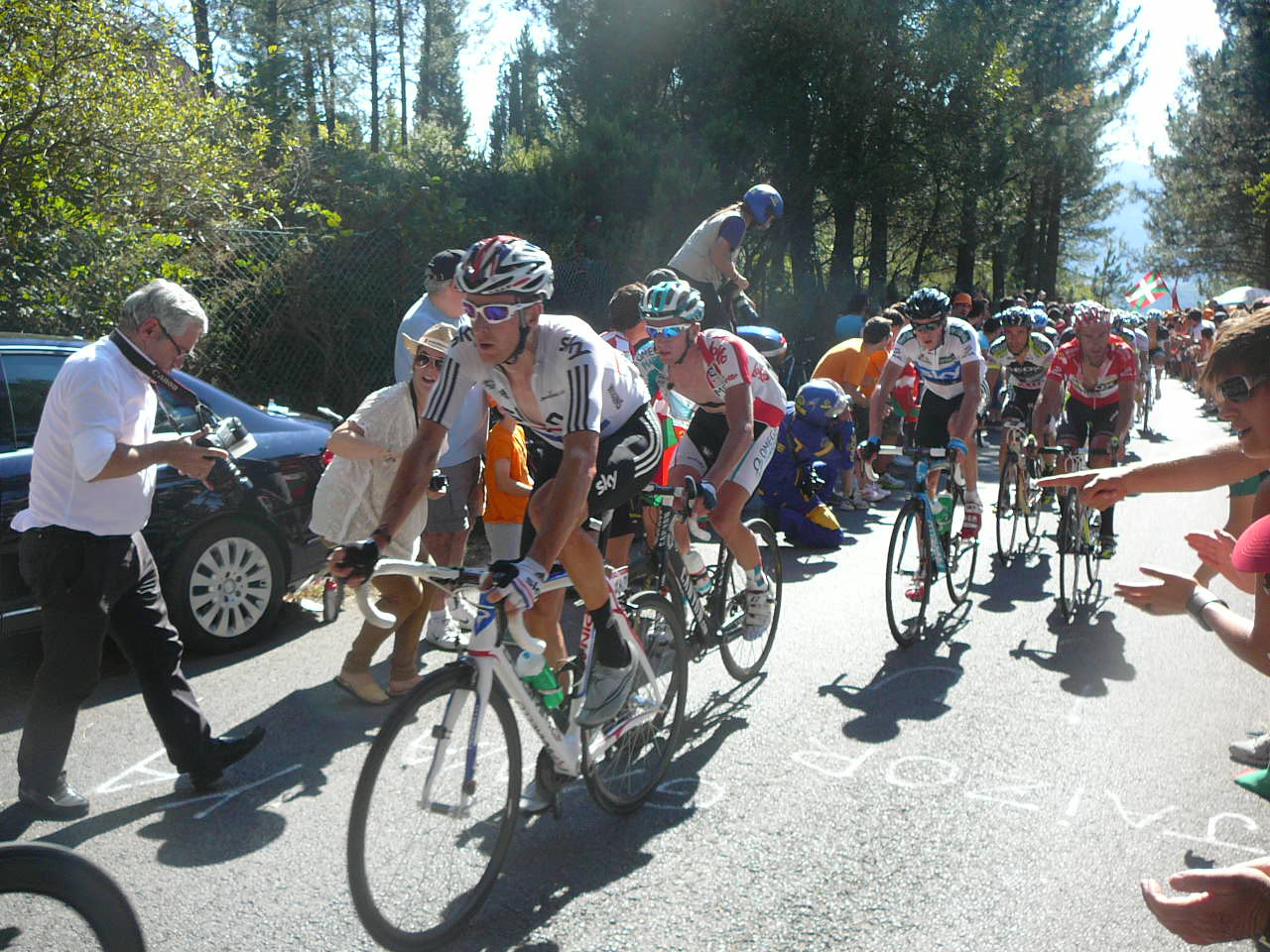
Bradley Wiggins und Chris Froome (1. bzw. 3. Position) bei der Vuelta a España 2011

Im Jahr 2011 verstärkte sich das Sky Procycling Team mit dem dreifachen Zeitfahrweltmeister Michael Rogers und dem jungen Kolumbianer Rigoberto Urán. Die UCI ProTour war durch die UCI WorldTour ersetzt worden, die nun als höchste Klasse des Straßenradsports mehr Rennen umfasste. Im Frühjahr feierte das Sky Procycling Team mehrere Etappensiege und gewann mit Chris Sutton das belgische Eintagesrennen Kuurne–Brüssel–Kuurne. Thomas Lövkvist beendete den Giro d’Italia 2011 auf dem 20. Gesamtrang, ehe Bradley Wiggins mit dem Critérium du Dauphiné eine der größten Rundfahrten im Vorfeld der Tour de France gewann. Der Brite ging im Anschluss als Mitfavorit bei der Tour de France 2011 an den Start, musste das Rennen jedoch auf der 7. Etappe nach einem Sturz, auf dem sechsten Gesamtrang liegend, vorzeitig beenden. Rigoberto Urán belegte schlussendlich als bestplatzierter Fahrer des Teams den 24. Gesamtrang, wobei der Norweger Edvald Boasson Hagen auf dem 6. und 17. Abschnitt für die ersten Etappensiege bei der Tour de France sorgte. Am Ende der Saison ging Bradley Wiggins bei der dritten Grand Tour des Jahres, der Vuelta a España, an den Start, musste sich die Kapitänsrolle jedoch mit seinem jüngeren Landsmann Chris Froome teilen, der die Bergankunft der 17. Etappe gewann. Das Sky-Procycling-Duo musste sich jedoch dem Spanier Juan José Cobo geschlagen geben, der im Jahr 2019 aufgrund von Unregelmäßigkeiten im Blutpass nachträglich disqualifiziert wurde. Der Gesamtsieg ging somit an Chris Froome über, der die Spanien-Rundfahrt vor Bradley Wiggins beendet hatte. Am 11. Oktober wurde der Wechsel des damals amtierenden Weltmeisters Mark Cavendish zum Sky Procycling Team bekannt gegeben.

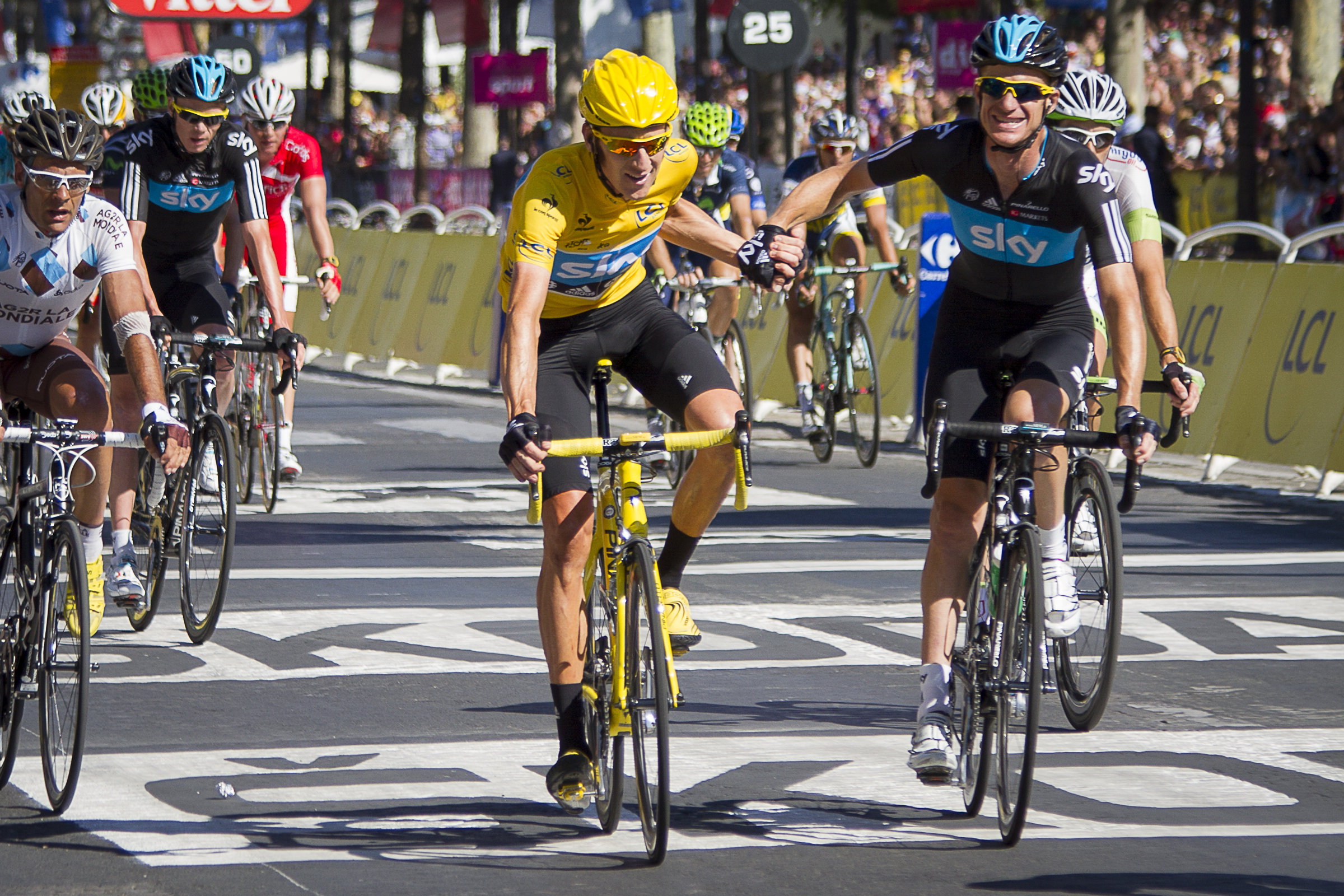
Bradley Wiggins (gelb) gewinnt die Tour de France 2012

Der Durchbruch gelang der britischen Mannschaft im Jahr 2012. Nachdem Bradley Wiggins die Gesamtwertung von Paris–Nizza, der Tour de Romandie und des Critérium du Dauphiné gewonnen hatte, ging er bei der Tour de France an den Start, wo er beide Einzelzeitfahren gewann und sich zum ersten britischen Tour-de-France-Sieger krönte. Hinter ihm belegte Chris Froome, der sich in die Dienste seines Kapitäns gestellt hatte, den zweiten Gesamtrang, obwohl er sich auf den Bergetappen als stärkster Fahrer erwiesen hatte und ebenfalls eine Etappe gewann. Für einen gebührenden Abschluss sorgte Mark Cavendish, der nach zwei Etappensiegen auch auf der Champs Élysées triumphierte und das Grüne Trikot der Punktewertung gewann. Nach der Tour de France holte Bradley Wiggins die Gold-Medaille im Einzelzeitfahren bei den Olympischen Spielen in London und wurde kurz darauf gemeinsam mit Dave Brailsford zum Ritter geschlagen. Chris Froome ging am Ende der Saison bei der Vuelta a España an den Start und belegte den vierten Gesamtrang, wodurch er erneut seine Fähigkeiten als Gesamtklassement-Fahrer unter Beweis stellte. Nach nur einer Saison verließ Mark Cavendish das Sky Procycling Team, da sich die Grand-Tour-Ziele der Mannschaft nicht mit jenen des Sprinters vereinbaren ließen. In seiner einzigen Saison für das britische Team war Mark Cavendish 15-Mal siegreich gewesen und gewann neben seinen Etappensiegen bei der Tour de France auch drei Etappen des Giro d’Italia 2012, den Rigoberto Urán als Siebter in den Top 10 der Gesamtwertung beendete.

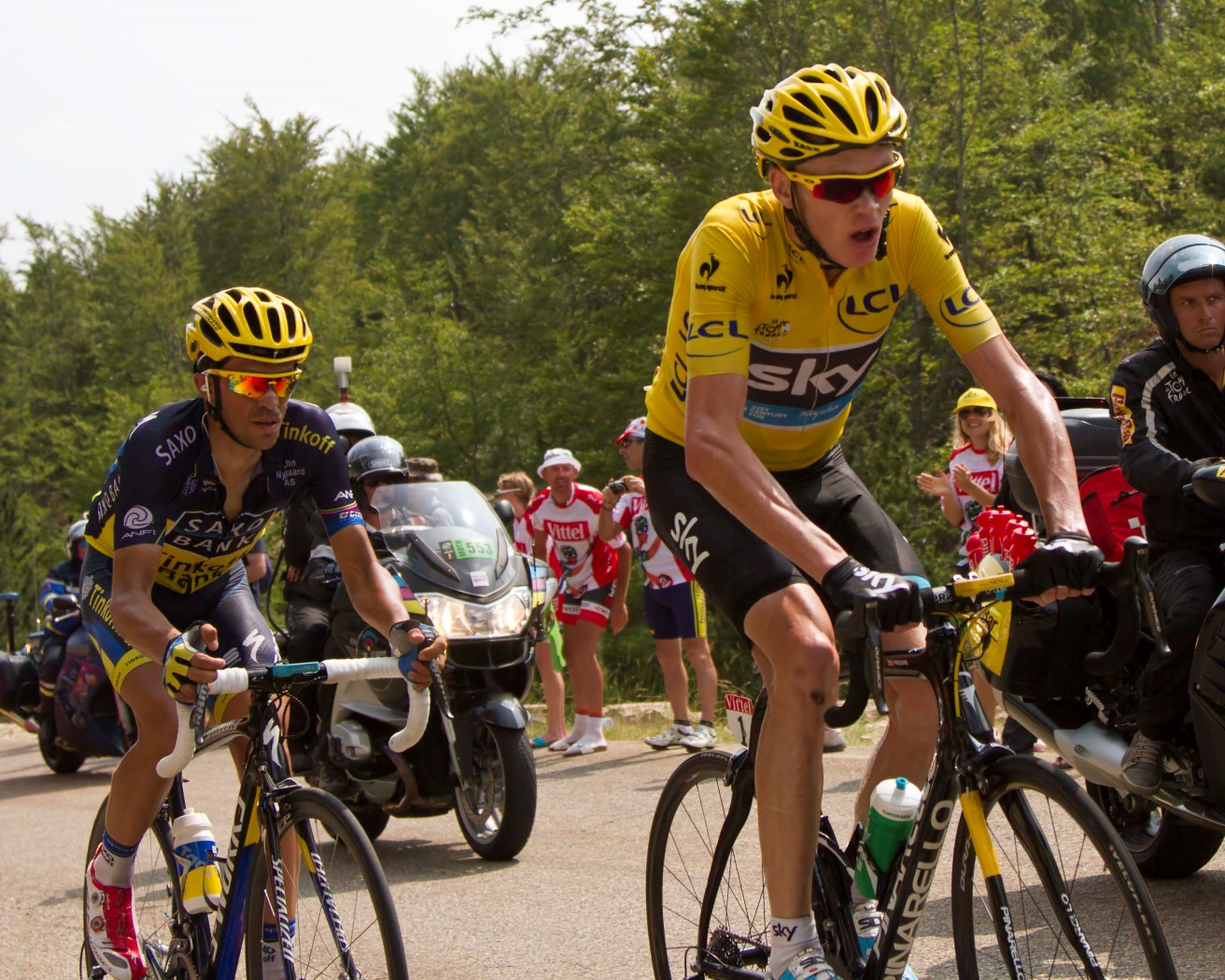
Chris Froome im Gelben Trikot bei der Tour de France 2013

Im Jahr 2013 fokussierte sich Bradley Wiggins auf den Giro d’Italia, wodurch Chris Froome zum Kapitän bei der Tour de France aufstieg. Im Vorfeld der Frankreich-Rundfahrt gewann Chris Froome die Tour of Oman, das Critérium International, die Tour de Romandie und das Critérium du Dauphiné und musste sich einzig dem Italiener Vinzenco Nibali bei Tirreno–Adriatico geschlagen geben. Bei der 100. Austragung der Tour de France dominierte der Brite jedoch das Geschehen und gewann neben der Gesamtwertung drei Etappen. Bradley Wiggins hingegen verlor in der ersten Woche des Giro d’Italia wertvolle Zeit und gab die Rundfahrt in weiterer Folge auf. Rigoberto Urán übernahm daraufhin die Kapitänsrolle, gewann eine Etappe und beendete die Italien-Rundfahrt hinter Vincenzo Nibali auf dem zweiten Gesamtrang. Am Ende der Saison feierte das Sky Procycling Team durch Wassil Kiryjenka einen weiteren Etappensieg bei der Vuelta a España und Bradley Wiggins sicherte sich den Gesamtsieg bei der Tour of Britain. Mit dem Jahr 2013 war das Sky Procycling Team zur tonangebenden Kraft bei den Grand Tours geworden. Neben Chris Froome und Bradley Wiggins zeigten auch der Australier Richie Porte auf, der Paris–Nizza gewann und Chris Froome bei dessen Tour-de-France-Sieg unterstützte. Rigoberto Urán verließ die Mannschaft am Ende des Jahres und wechselte zum Omega Pharma-Quick-Step Team.

### 2014–2018: Team Sky

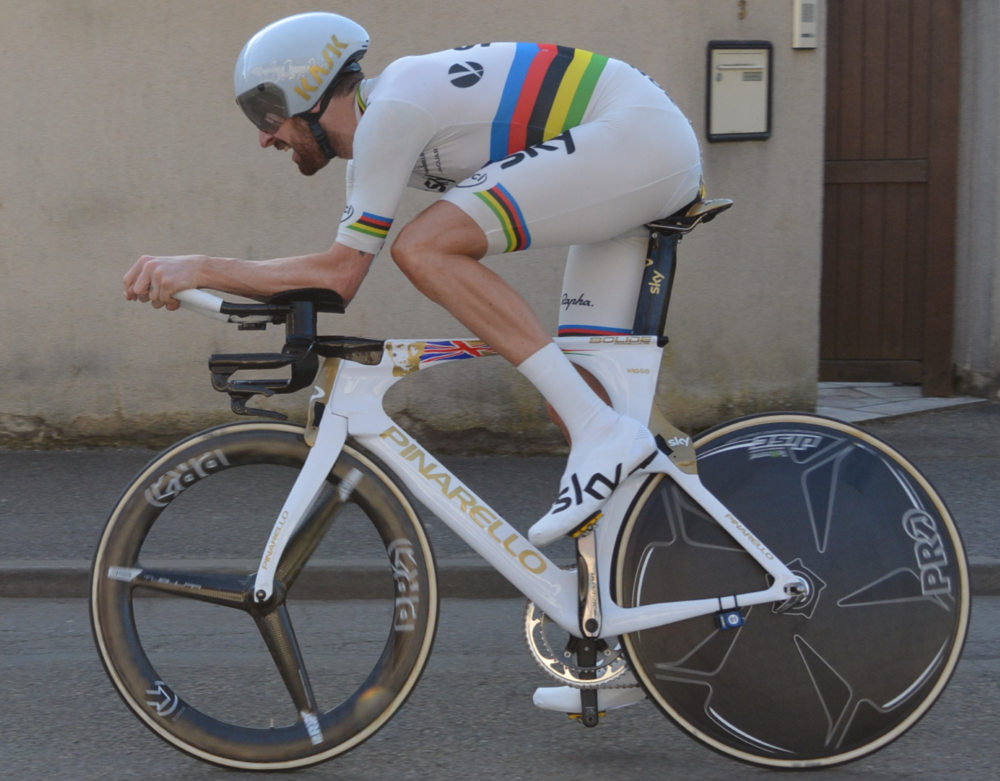
Bradley Wiggins im Trikot des Zeitfahr-Weltmeisters

Im Jahr 2014 fokussierte sich Bradley Wiggins zunächst auf das Eintagesrennen Paris–Roubaix, wo er den neunten Platz belegte und gemeinsam mit seinem Teamkollegen Geraint Thomas in der ersten Gruppe hinter dem Sieger Niki Terpstra im Ziel ankam. Im Anschluss gewann Bradley Wiggins die Kalifornien-Rundfahrt, wurde jedoch nicht für die Tour de France 2014 nominiert, bei der Chris Froome als Titelverteidiger an den Start ging. In einem Interview meinte der erste britische Tour-de-France-Sieger wenige Tage später, dass er sich wohl ein neues Team suchen müsse, um wieder an der Frankreich-Rundfahrt teilnehmen zu dürfen. Chris Froome hatte in Vorbereitung auf die Frankreich-Rundfahrt erneut die Oman-Rundfahrt und die Tour de Romandie für sich entschieden, musste sich jedoch beim Critérium du Dauphiné nach zwei Etappensiegen im Gesamtklassement geschlagen geben. Bei der Tour de France stürzte Chris Froome auf der 5. Etappe und gab das Rennen in weiterer Folge auf. Ohne Kapitän konnte das Team Sky auf den nachfolgenden Etappen nicht überzeugen und der Neuzugang Mikel Nieve belegte mit dem 18. Gesamtrang die beste Platzierung der Mannschaft. Nach seiner Genesung wurde Chris Froome Zweiter der Vuelta a España und sorgte somit für den einzigen Grand-Tour-Podestplatz, nachdem das Team Sky auch beim Giro d’Italia nicht überzeugen hatte können. Am Ende der Saison gewann Bradley Wiggins das Einzelzeitfahren bei den Straßenradsport-Weltmeisterschaften in Ponferrada und sorgte somit für den ersten Weltmeistertitel der Mannschaft.

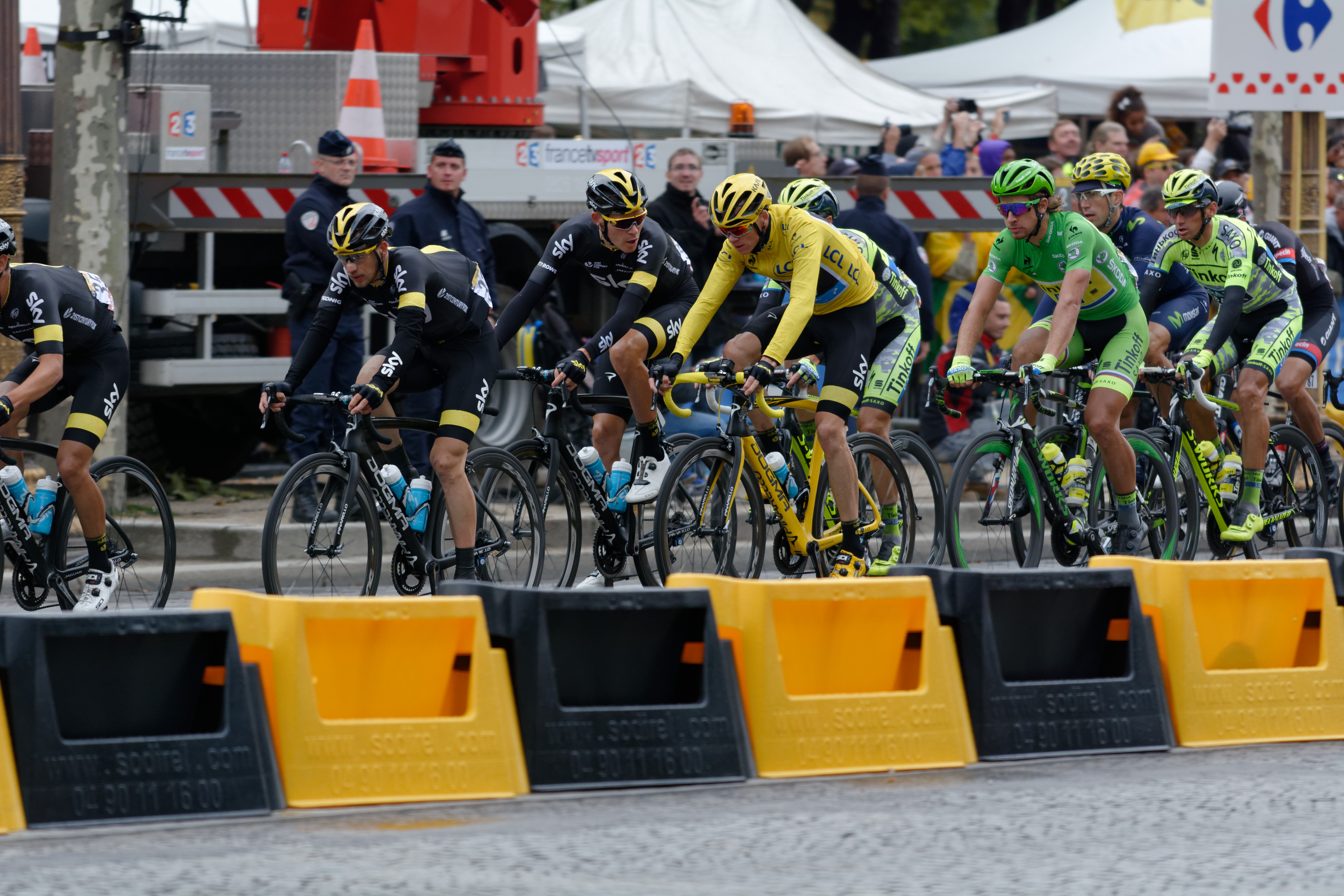
Chris Froome (gelb) fährt mit seinen Teamkollegen als Sieger der Tour de France 2015 in Paris ein

Am 5. Januar des Jahres 2015 gab Bradley Wiggins bekannt, das Team Sky nach seiner Teilnahme bei Paris–Roubaix zu verlassen. Der zwischenzeitlich 34-jährige Brite belegte bei dem Monument den 18. Platz und fuhr für den Rest der Saison für das um ihn gegründete Team Wiggins, das als UCI Continental Team jedoch keine Startberechtigung bei den großen Landesrundfahrten hatte. Nach dem Abgang des Langzeit-Kapitäns erhielt Richie Porte die Möglichkeit, das Team Sky beim Giro d’Italia anzuführen, wobei der Australier nach einem guten Start viel Zeit auf den Flachetappen der zweiten Woche verlor und das Rennen schlussendlich aufgab. Mit dem Tschechen Leopold König übernahm daraufhin ein Neuzugang die Kapitänsrolle und beendete die Italien-Rundfahrt auf dem sechsten Gesamtrang. Mit dem italienischen Sprinter Elia Viviani und dem belarussischen Zeitfahr-Spezialist Wassil Kiryjenka konnte die Mannschaft zudem zwei Etappen gewinnen. Bei der Tour de France konnte Chris Froome nach seinem Ausscheiden im Jahr 2014 erneut die Gesamtwertung gewinnen. Der Brite, der zuvor die Andalusien-Rundfahrt und das Critérium du Dauphiné für sich entschieden hatte, profitierte dabei von dem immer stärker werdenden Team, das sich die Mannschaft aufgrund des hohen Budgets von fast 30 Millionen Euro aufbauen konnte. Die Dominanz des Team Sky sorgte bei den Zusehern zunehmend für Empörung, was sich in Beschimpfungen und Angriffen gegenüber Chris Froome äußerte. Am Ende der Saison ging Chris Froome auch bei der Vuelta a España an den Start, gab diese jedoch nach der 11. Etappe aufgrund eines Sturzes auf. Mit Wassil Kiryjenka stellte die Mannschaft im Anschluss erneut den Weltmeister im Einzelzeitfahren.

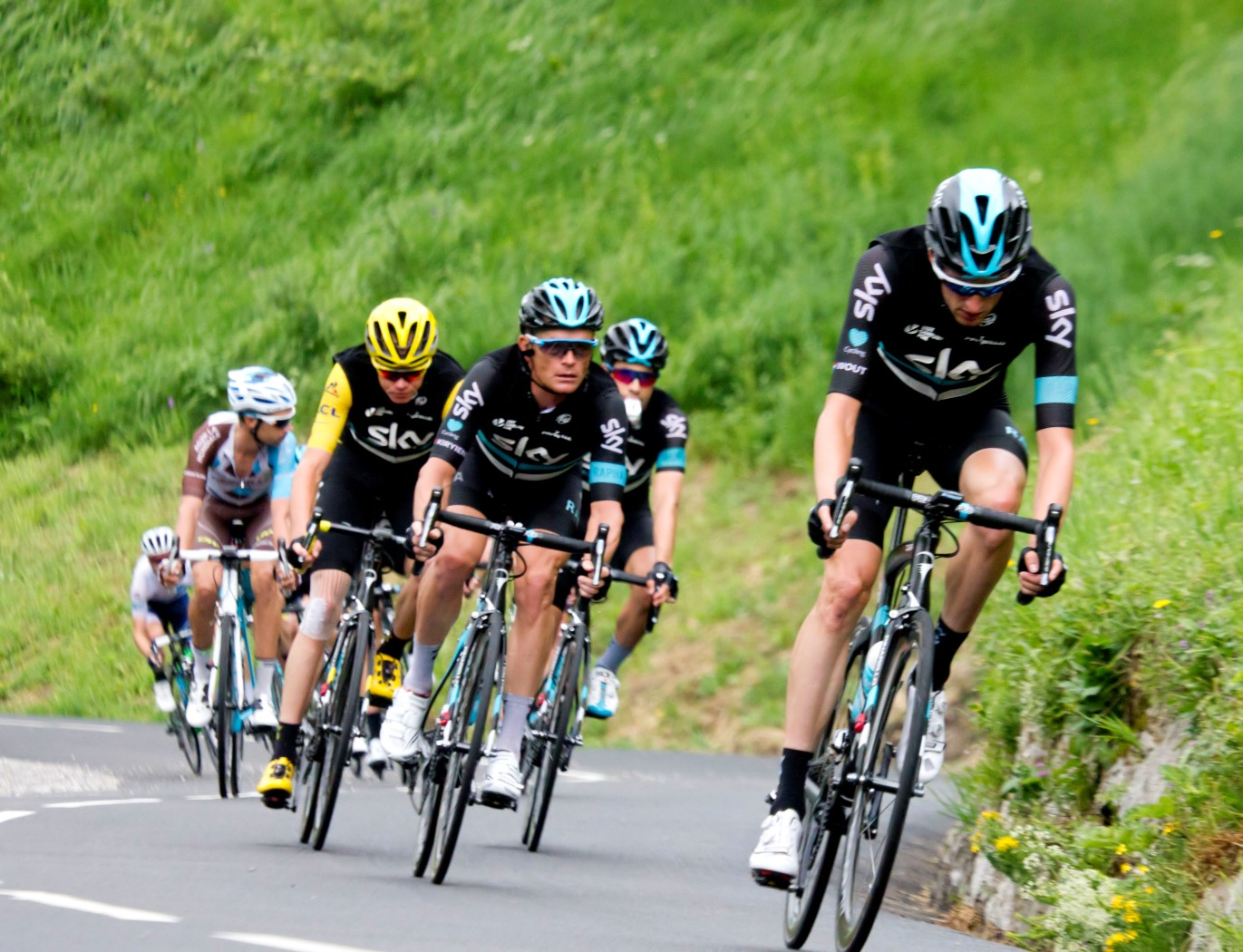
Team Sky (Tour de France 2016)

Im Jahr 2016 setzte sich die Dominanz des Team Sky im Peloton weiter fort. Nachdem im Jahr zuvor Wout Poels und Nicolas Roche unter Vertrag genommen worden waren, wechselten nun mit Mikel Landa und Michał Kwiatkowski zwei weitere Top-Stars zu der britischen Mannschaft. Während Richie Porte das Team Sky verließ, stieg Geraint Thomas zusehends zum Gesamtklassement-Fahrer auf und gewann nach der Algarve-Rundfahrt auch die Fernfahrt Paris–Nizza. Mit Michał Kwiatkowski gewann das Team Sky zum zweiten Mal in Folge E3 Harelbeke, ehe Wout Poels bei Lüttich–Bastogne–Lüttich triumphierte und somit für den ersten Sieg bei einem Monument des Radsports sorgte. Trotz der zunehmenden Erfolge bei den großen Eintagesrennen blieb der Fokus der Mannschaft jedoch primär bei den Grand Tours und im Speziellen auf der Tour de France. Nachdem Mikel Landa den Giro d’Italia aufgrund eines Sturzes in aussichtsreicher Position liegend aufgeben musste, ging Chris Froome einmal mehr als Favorit bei der Tour de France 2016 an den Start. Der zweifache Gesamtsieger hatte im Vorfeld die Herald Sun Tour und das Criterium du Dauphine gewonnen und dominiert im Anschluss bei der Frankreich-Rundfahrt, wo er sich nach zwei Etappensiegen mit einem Vorsprung von mehr als vier Minuten durchsetzte. Am Ende der Saison gewann er auch zwei Etappen bei der Vuelta a España, musste sich jedoch dem Kolumbianer Nairo Quintana im Kampf um den Gesamtsieg geschlagen geben.

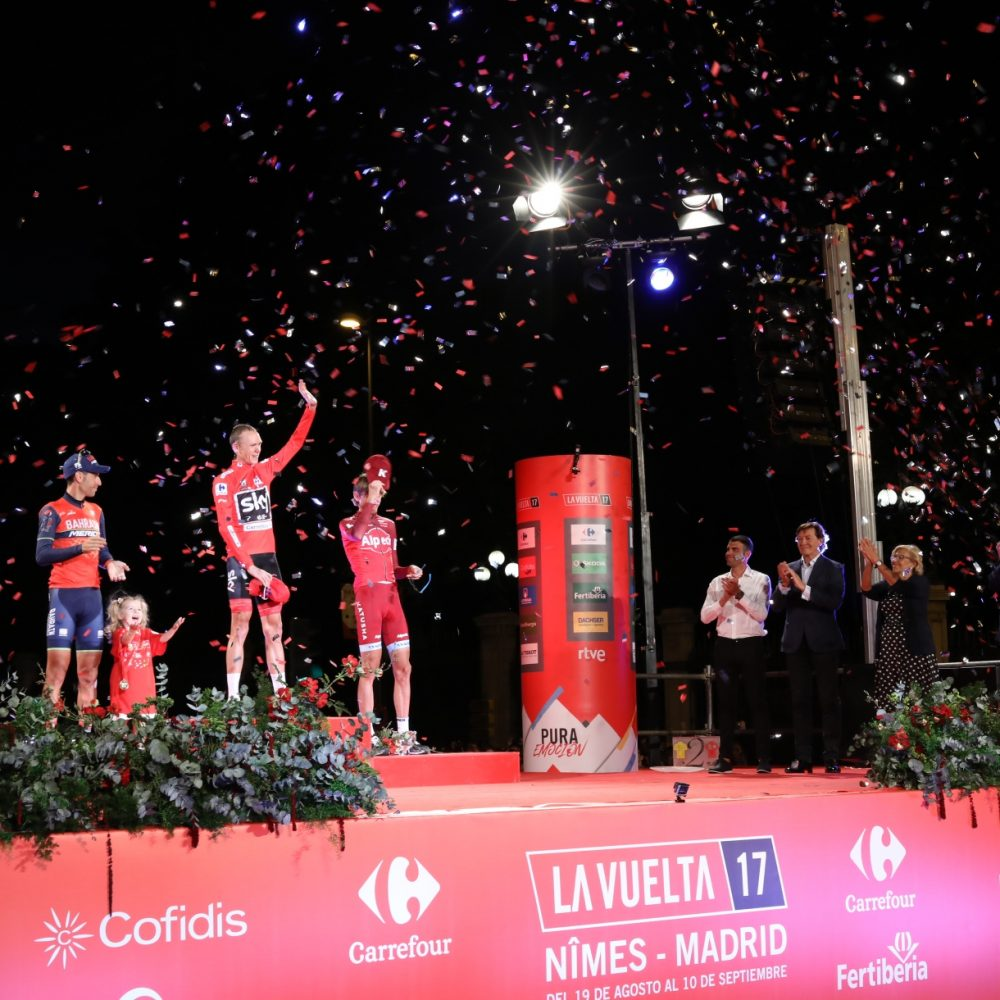
Chris Froome gewinnt die Vuelta a España 2017 und schafft das Grand-Tour-Double

Die Vorherrschaft des Team Sky gipfelte im Jahr 2017 mit dem Grand-Tour-Double von Chris Froome, der sowohl die Tour de France als auch die Vuelta a España gewann. Der letzte Fahrer, dem es zuvor gelungen war, zwei der drei großen Landesrundfahrten in einem Jahr zu gewinnen, war der Italiener Marco Pantani im Jahr 1998 gewesen. Im Vorfeld der Tour de France hatte Chris Froome weder einen Etappen- noch einen Gesamtsieg einfahren können, dominierte jedoch erneut mit seinen Teamkollegen bei der Frankreich-Rundfahrt. Sein wichtigster Helfer Mikel Landa verpasste zudem das Podium nur um eine Sekunde. Der Spanier selbst hatte zuvor gemeinsam mit Geraint Thomas den Giro d’Italia bestritten, wobei beide nach einem Sturz auf der 9. Etappe viel Zeit verloren hatten. Während Geraint Thomas die Italien-Rundfahrt wenige Tage später aufgegeben hatte, fokussierte sich Mikel Landa auf Etappensiege und gewann den 19. Abschnitt sowie das Blaue Trikot der Bergwertung. Neben den Erfolgen bei den Grand Tours war es in erster Linie der Pole Michał Kwiatkowski, der mit der Strade Bianche, Mailand–Sanremo und der Clásica San Sebastián drei der größten Eintagesrennen gewann. Während Geraint Thomas mit seinem Sieg bei der Tour of the Alps seine Rundfahrt-Qualitäten einmal mehr unter Beweis stellte, feierte das Team Sky durch Sergio Henao den fünften Sieg bei Paris–Nizza in den letzten sechs Austragungen.
Am 13. Dezember 2017 wurde bekannt gegeben, dass Chris Froome im Rahmen eines Dopingtests nach der 18. Etappe der Vuelta a España 2017 positiv auf Salbutamol getestet worden war. Chris Froome wehrte sich gegen die Vorwürfe des Doping-Missbrauchs und leitete gemeinsam mit dem Team Sky eine Untersuchung der Testergebnisse ein. Sieben Monate später wurde der vierfache Tour-de-France-Sieger von den Vorwürfen freigesprochen und war somit bei der Tour de France 2018 startberechtigt.

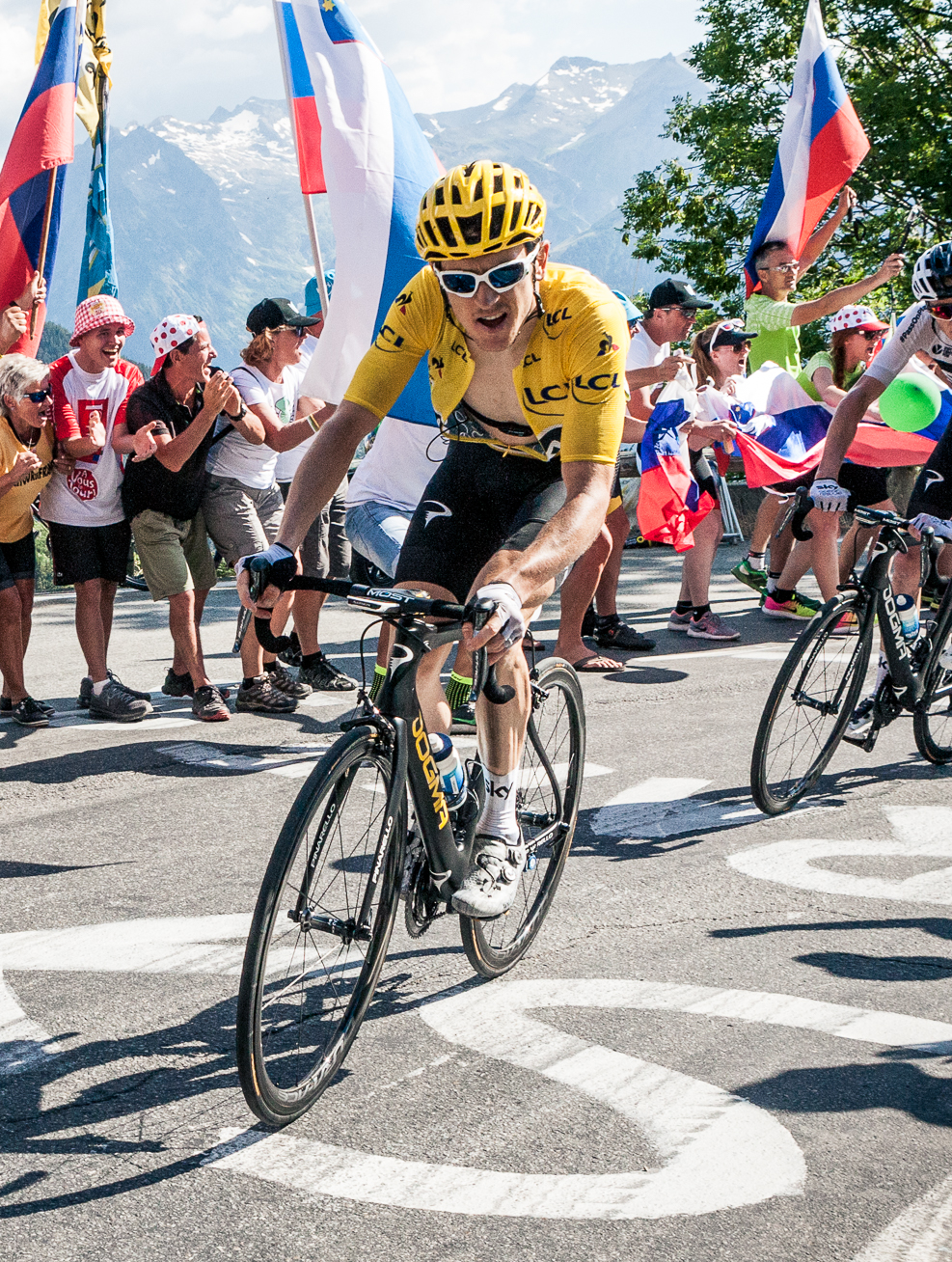
Geraint Thomas sorgt für den insgesamt sechsten Tour de France Sieg des Team Sky

Nach nur zwei Jahren verließ Mikel Landa im Jahr 2018 das Team Sky und wechselte zum damaligen Hauptkonkurrenten Movistar, wo er neben Nairo Quintana und Alejandro Valverde als größter Herausforderer von Chris Froome galt. Dafür verstärkte sich die britische Mannschaft mit den beiden Nachwuchstalenten Egan Bernal und Pavel Sivakov, die in der vorangegangenen Saison mit der Tour de l’Avenir bzw. dem Giro Ciclistico d’Italia (Baby Giro) die größten Nachwuchsrundfahrten gewonnen hatten. Mit Jonathan Castroviejo und Dylan Van Baarle kamen zudem zwei weitere Helfer für die Grand Tours hinzu. Nachdem Chris Froome die Vuelta a España und Tour de France des Jahres 2017 gewonnen hatte, ging er beim Giro d’Italia 2018 an den Start und absolvierte so seine dritte Grand Tour in Folge. Anfangs konnte der Brite nicht mit den anderen Gesamtklassement-Fahrern mithalten und lag als Zwölfter bereits mehr als drei Minuten hinter dem gesamtführenden Simon Yates zurück, ehe er die Bergankunft der 14. Etappe auf dem Monte Zoncolan gewann. Wenige Tage später griff er auf der 19. Etappe im Anstieg des Colle delle Finestre an und absolvierte eine 80 Kilometer lange Solo-Fahrt, mit der er die Maglia Rosa übernahm und zwei Tage später den Gesamtsieg bei der Italien-Rundfahrt fixierte. Zwei Monate später ging er als amtierender Sieger aller drei Grand-Tours bei der Tour de France an den Start, um mit seinem fünften Sieg mit Radsportgrößen wie Jacques Anquetil, Eddy Merckx, Bernard Hinault und Miguel Indurain gleichzuziehen. Mit Geraint Thomas kam einer der größten Herausforderer von Chris Froome jedoch aus dem eigenen Team. Während Chris Froome den Giro d’Italia bestritten hatte, hatte der Waliser das Critérium du Dauphiné gewonnen und bei anderen kleineren Rundfahrten mit guten Platzierungen aufgezeigt. Bereits auf der 1. Etappe verlor Chris Froome nach einem Sturz rund eine Minute auf seinen Teamkollegen, der in weiterer Folge die Bergankünfte der 11. und 12. Etappe gewann und so das Gelbe Trikot übernahm. Auch auf den verbleibenden Etappen präsentierte sich Geraint Thomas in guter Form und fixierte im Abschlusszeitfahren seinen ersten Tour-de-France-Sieg. Bei der nachfolgenden Vuelta a España konnte die Auswahl des Team Sky nach vier Grand-Tour-Siegen in Folge kein Top-Ergebnis einfahren. Im Schatten von Chris Froome und Geraint Thomas gewann Egan Bernal im Alter von 21 Jahren die Colombia Oro y Paz und feierte bei der Kalifornien-Rundfahrt seinen ersten Gesamtsieg bei einem UCI-WorldTour-Rennen. Zudem gab er sein Grand-Tour-Debüt bei der Tour de France, die er als 15. beendete.

### 2019: Team Sky/Team INEOS

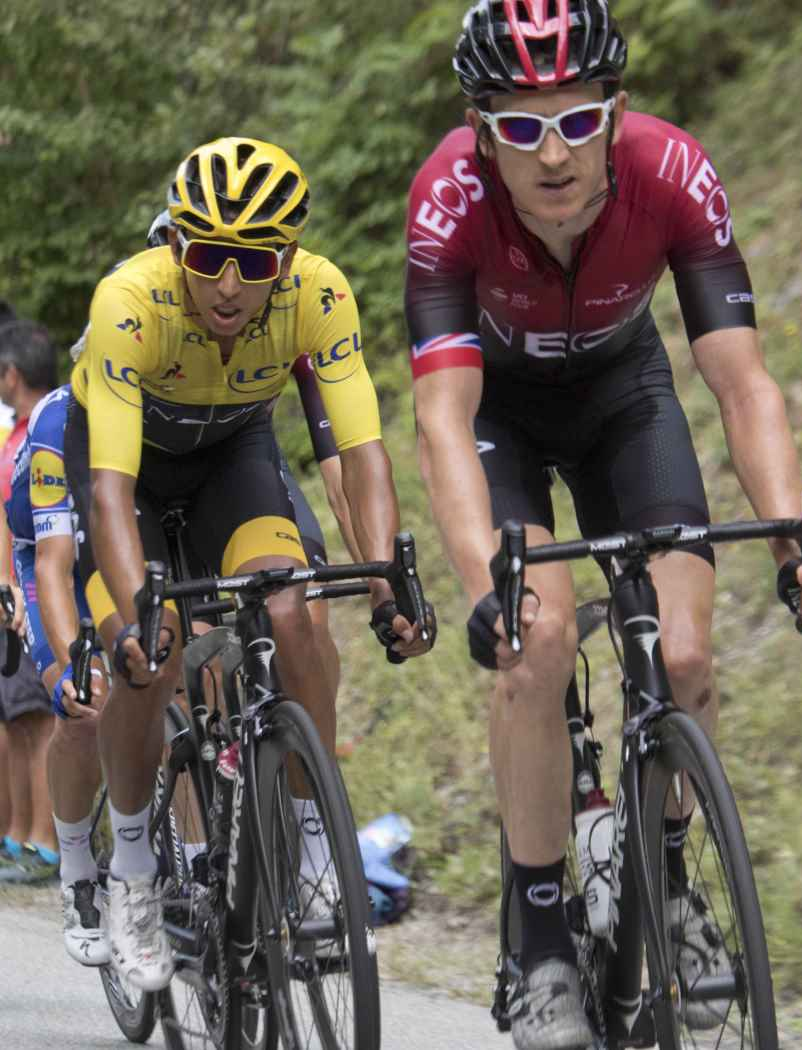
Geraint Thomas führt Egan Bernal zu dessen Tour-de-France-Sieg (2019)

Bereits am 12. Dezember 2018 kündigte der Medienkonzern Sky Limited an, sich mit dem Ende der Saison 2019 als Sponsor zurückzuziehen. Als neuer Sponsor wurde am 19. März der britische Chemie-Konzern Ineos vorgestellt, der von dem in Manchester geborenen Milliardär Jim Ratcliffe gegründet wurde. Mit Filippo Ganna, Iván Sosa und Eddie Dunbar verpflichtete die Mannschaft zu Jahresbeginn weitere Nachwuchstalente. Im Frühjahr gewann Egan Bernal die Fernfahrt Paris–Nizza und hätte die zwischenzeitlich unter dem Namen Team INEOS fahrende Mannschaft beim Giro d’Italia anführen sollen. Aufgrund eines Schlüsselbeinbruchs, den er sich Anfang Mai bei einer Trainingsausfahrt zuzog, musste er jedoch seinen Start bei der Italien-Rundfahrt absagen. Als Alternative entsandte die britische Mannschaft mit dem Tour-of-the-Alps-Sieger Pavel Sivakov, sowie Tao Geoghegan Hart, Eddie Dunbar und Iván Sosa eine junge Auswahl, wobei erstgenannter den neunten Gesamtplatz belegte. In Vorbereitung auf die Tour de France bestritt Chris Froome das Critérium du Dauphiné und kam bei der Besichtigung des Einzelzeitfahrens der 4. Etappe schwer zu Sturz. Berichten seines Teamkollegen Wout Poels zufolge, hatte der Brite die Kontrolle über sein Fahrrad verloren, als er sich die Nase putzte, und daraufhin mit mehr als 50 km/h frontal in eine Hausmauer fuhr. Beim Sturz zog sich Chris Froome einen Bruch des rechten Oberschenkels sowie mehrerer Rippen und des Ellenbogens zu und musste auf der Intensivstation behandelt werden. Da der vierfache Tour-de-France-Sieger für die restliche Saison ausfiel, übernahmen Geraint Thomas und Egan Bernal die Kapitänsrolle bei der anstehenden Frankreich-Rundfahrt, wobei letzterer nach seiner Genesung die Tour de Suisse gewonnen hatte. Während der Tour de France erwies sich Egan Bernal gegenüber den anderen Gesamtklassement-Fahrern als ebenbürtig und konnte diese in den Alpen sogar distanzieren. Als die 19. Etappe nach dem Anstieg des Col de l’Iseran aufgrund einer Schlammlawine abgebrochen werden musste, übernahm der Kolumbianer das Gelbe Trikot und verteidigte dieses auf der nachfolgenden, ebenfalls verkürzten Etappe. Mit Egan Bernal triumphierte somit erstmals ein Südamerikaner bei der Tour de France, die zum siebten Mal in acht Jahren von der britischen Ineos- bzw. Sky-Mannschaft gewonnen worden war.

### 2020 – heute: Ineos Grenadiers

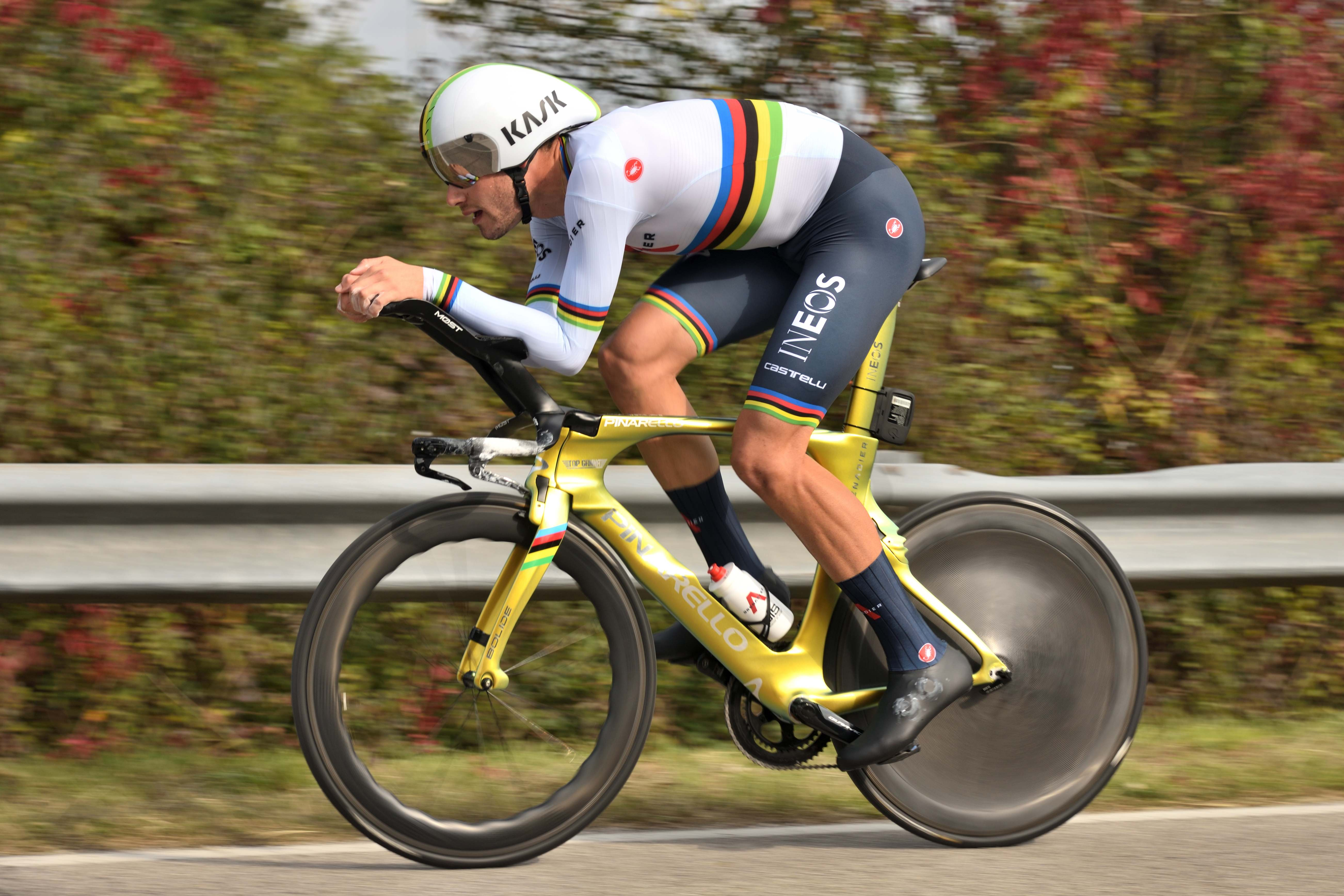
Filippo Ganna wird 2020 Weltmeister im Einzelzeitfahren

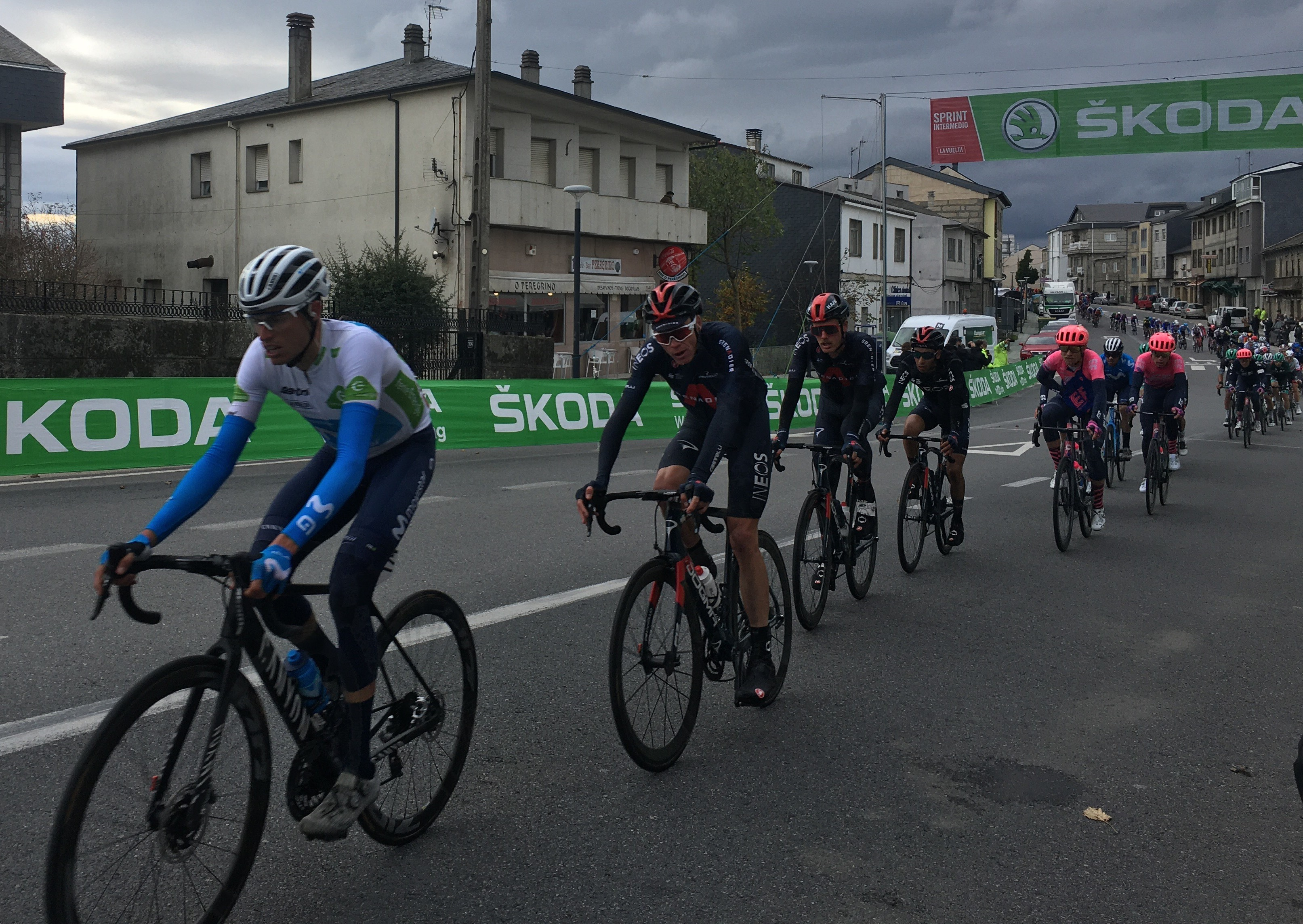
Chris Froome (2. Position) bei seiner letzten Grand Tour für die Ineos Grenadiers

Die Saison 2020 wurde maßgeblich von der COVID-19-Pandemie beeinflusst, die Mitte März zu einem Abbruch aller geplanter Rennen führte. Weiters verstarb der sportliche Leiter Nicolas Portal unerwartet am 3. März aufgrund eines Herzinfarkts, weshalb sich die Mannschaft bereits zuvor kurzfristig aus dem Renngeschehen zurückzog. Nicolas Portal war im Jahr 2010 selbst für das Sky Professional Cycling Team gefahren und hatte einen großen Anteil an den Tour-de-France-Siegen von Chris Froome, Geraint Thomas und Egan Bernal gehabt. Obwohl die britische Mannschaft mit Richard Carapaz, dem Sieger des Giro d’Italia 2019, sowie dem zweifachen Zeitfahrweltmeister Rohan Dennis und dem Nachwuchstalent Carlos Rodríguez eine Reihe starker Fahrer ins Team holte, markierte das Jahr 2020 das vorläufige Ende ihrer Dominanz. Bereits im Frühjahr zeigte sich die Überlegenheit der Jumbo-Visma-Mannschaft, die auch im Vorfeld der in den September verlegten Tour de France das Renngeschehen kontrollierte. Während der vierfache Tour-de-France-Sieger Chris Froome nach seinen schweren Sturzverletzungen des Vorjahres nicht an seine gewohnten Leistungen anschließen konnte und sich Geraint Thomas auf den im Oktober stattfindenden Giro d’Italia vorbereitete, ging Egan Bernal als alleiniger Kapitän bei der Frankreich-Rundfahrt an den Start. Unter dem neuen Namen Ineos Grenadiers konnten er und seine Mannschaftskollegen jedoch nicht mit dem Team Jumbo-Visma mithalten, das über weite Strecken das Tempo vorgab. Auf der 15. Etappe verlor Egan Bernal im Schlussanstieg des Grand Colombier mehr als sieben Minuten auf den Gesamtführenden Primož Roglič und gab die Tour de France wenige Tage später aufgrund von Rückenbeschwerden auf. Zwar konnte Michał Kwiatkowski die 18. Etappe gewinnen, doch mit dem 13. Rang von Richard Carapaz fuhren die Ineos Grenadiers die schlechteste Platzierung im Gesamtklassement seit dem Jahr 2014 ein. Beim nachfolgenden Giro d’Italia kam Geraint Thomas bereits auf der 3. Etappe zu Sturz und nahm den anschließenden vierten Abschnitt nicht mehr in Angriff. Dafür zeigte sein 25-jähriger Landsmann Tao Geoghegan Hart mit einem Etappensieg auf der ersten Alpen-Etappe auf. In der letzten Woche der Italien-Rundfahrt rückte der Brite durch die Hilfe von Rohan Dennis im Gesamtklassement weiter vor, gewann die letzte Bergankunft am vorletzten Etappentag und nahm im Abschlusszeitfahren dem Australier Jai Hindley die Maglia Rosa ab. Neben dem Gesamtsieg von Tao Geoghegan Hart sorgten der neue Zeitfahrweltmeister Filippo Ganna und Jhonatan Narváez für fünf weitere Etappensiege bei der Italien-Rundfahrt. Am Ende der Saison beendete Richard Carapaz die Vuelta a España hinter Primož Roglič auf dem zweiten Gesamtrang. Teil des Teams war damals auch Chris Froome, der bereits am 9. Juli verkündet hatte, die britische Mannschaft mit Ende der Saison zu verlassen.

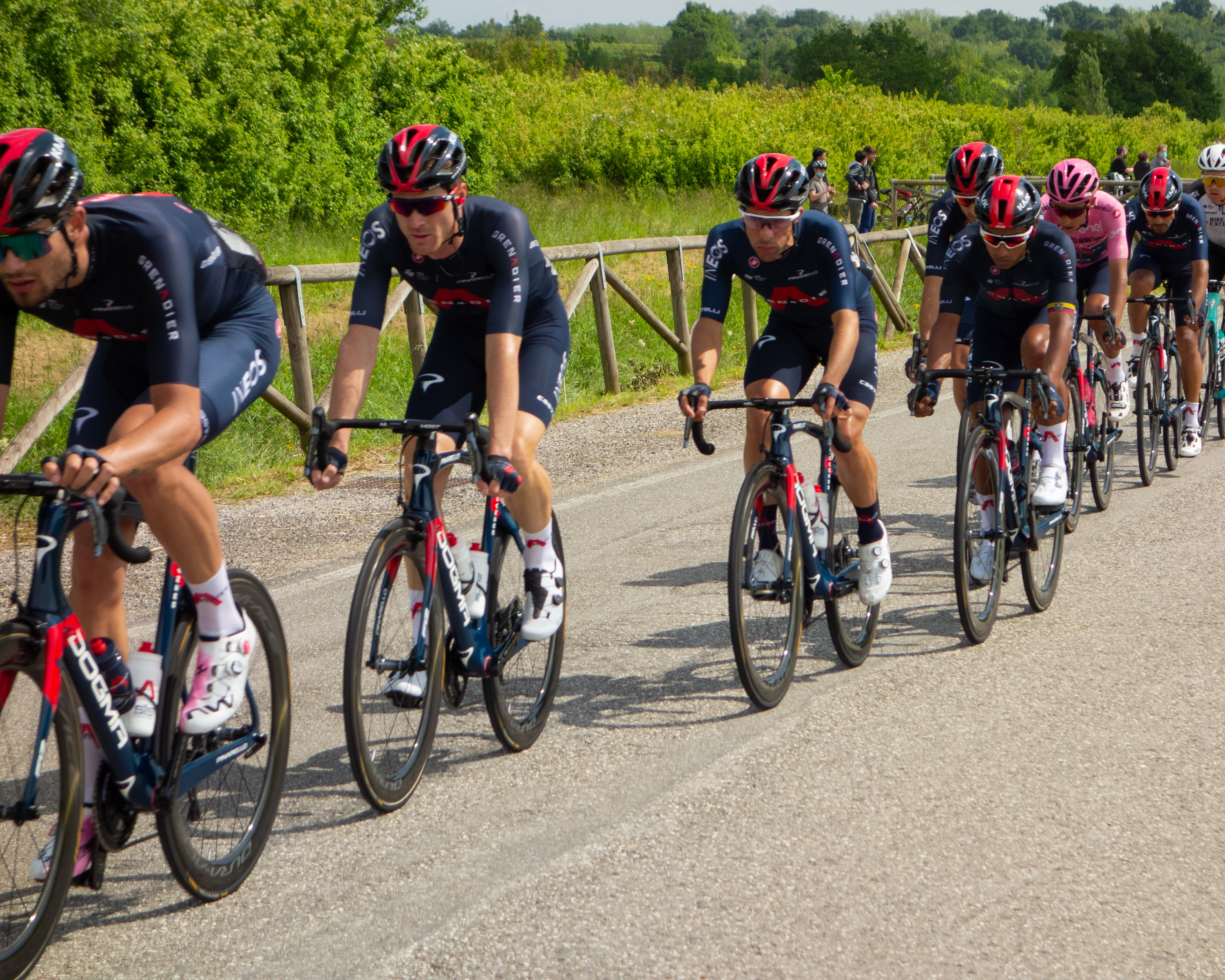
Egan Bernal gewinnt mit dem Giro d’Italia 2021 seine zweite Grand Tour

Nach dem Abgang von Chris Froome verstärkten sich die Ineos Grenadiers in der Saison 2021 mit Adam Yates, Daniel Felipe Martínez, Laurens de Plus, Thomas Pidcock und Richie Porte, der nach fünf Jahren zur britischen Mannschaft zurückkehrte. Besonders bei den einwöchigen Rundfahrten der UCI WorldTour stellte die Mannschaft mit Adam Yates (Katalonien-Rundfahrt), Geraint Thomas (Tour de Romandie), Richie Porte (Critérium du Dauphiné) und Richard Carapaz (Tour de Suisse) gleich mehrere Gesamtsieger und war überdies mit Thomas Pidcock und Dylan van Baarle wieder bei belgischen Eintagesrennen (Pfeil von Brabant bzw. Dwars door Vlaanderen) erfolgreich. Egan Bernal legte seinen Fokus im Jahr 2021 auf den Giro d’Italia, wo er gleich drei Etappen gewann und sich schlussendlich die Gesamtwertung sicherte. Hinzu kamen zwei weitere Etappensiege durch den damals amtierenden Zeitfahrweltmeister Filippo Ganna. Bei der Tour de France gingen Geraint Thomas und Richard Carapaz als Kapitäne der Ineos Grenadiers an den Start, wobei erstgenannter erneut aufgrund von Stürzen bereits in der ersten Woche viel Zeit verlor. Richard Carapaz hingegen behauptete sich als drittstärkster Fahrer und stand hinter Tadej Pogačar und Jonas Vingegaard in Paris auf dem Podium. Ein Monat später gewann der Ecuadorianer die Gold-Medaille beim Straßenrennen der Olympischen Spiele von Tokyo. Bei der Vuelta a España verpasste Adam Yates als Gesamtvierter knapp das Podium, während Egan Bernal mit Rang sechs nicht an seine Leistungen der Italien-Rundfahrt anschließen konnte. Für das letzte Saison-Highlight sorgte Filippo Ganna, der seinen Weltmeistertitel im Zeitfahren aus dem Vorjahr verteidigen konnte.

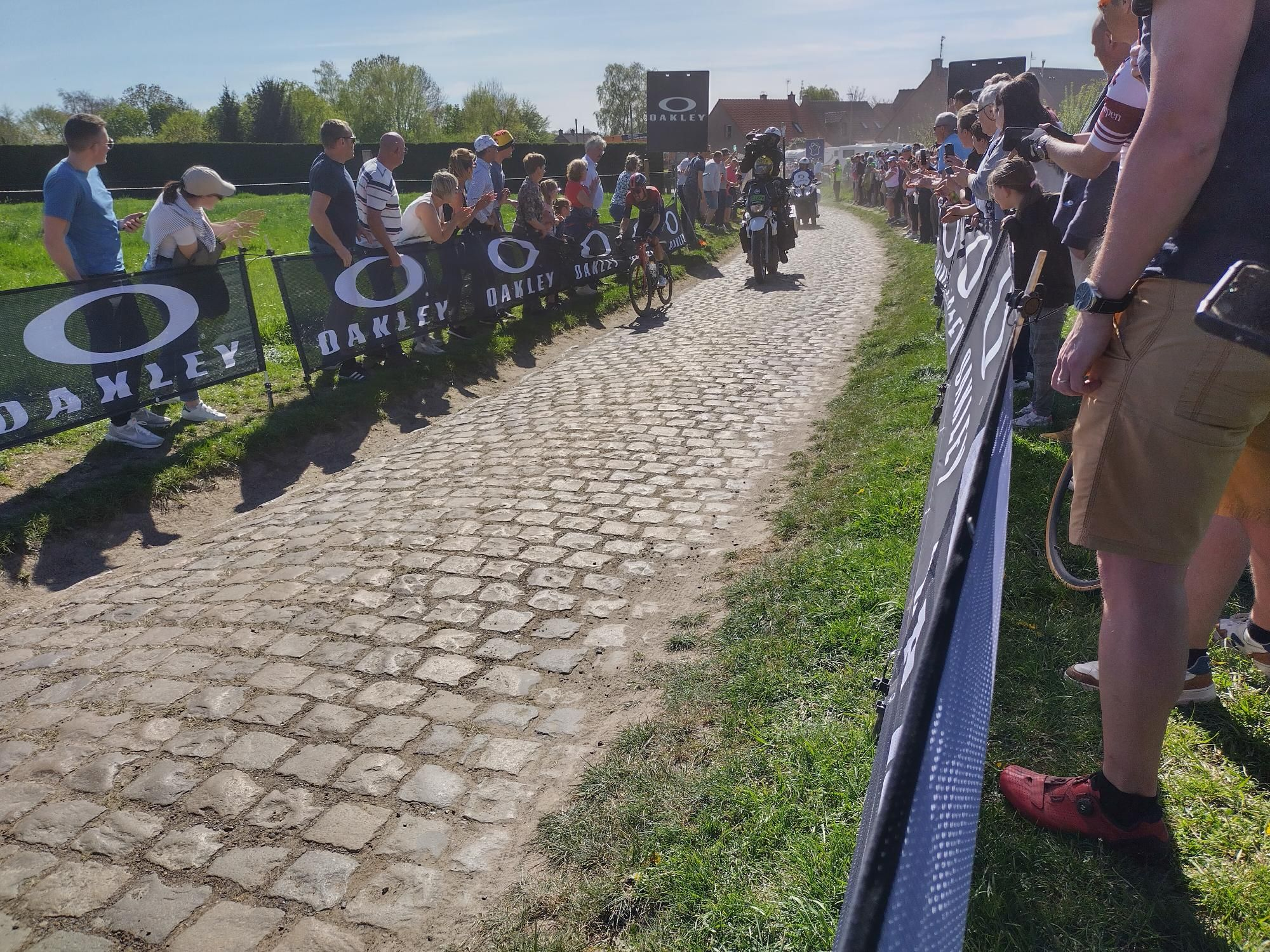
Dylan van Baarle gewinnt Paris–Roubaix 2022

Am 24. Januar 2022 kollidierte Egan Bernal bei einer Trainingsausfahrt in der Nähe von Bogotá mit einem Autobus, der angehalten hatte, um Fahrgäste aussteigen zu lassen. Bei dem Unfall zog sich der Tour-de-France-Sieger des Jahres 2019 einen Bruch des Oberschenkels und der Kniescheibe zu und erlitt zudem einen Hämatopneumothorax. Aufgrund seiner schweren Verletzungen fiel der Kolumbianer für den Großteil der Saison 2022 aus und kehrte erst im August bei der Dänemark-Rundfahrt ins Fahrerfeld zurück. Im Frühjahr gewann Daniel Felipe Martínez die Baskenland-Rundfahrt, ehe Michał Kwiatkowski das Amstel Gold Race und der erst 19-jährige Magnus Sheffield den Pfeil von Brabant gewann. Für den Saison-Höhepunkt sorgte jedoch der Niederländer Dylan van Baarle der nach Platz zwei bei der Flandern-Rundfahrt den Kopfsteinpflaster-Klassiker Paris–Roubaix gewann. Bei den Grand Tours konnten die Ineos Grenadiers im Jahr 2022 keinen Gesamtsieg einfahren, wenngleich Richard Carapaz Zweiter des Giro d’Italia und Geraint Thomas Dritter der Tour de France wurde. Thomas Pidcock, der am Anfang des Jahres den ersten Cyclocross-Weltmeistertitel der Mannschaft geholt hatte, sorgte mit seinem Etappensieg in Alpe d’Huez für den einzigen Tageserfolg bei der Tour de France, ehe Richard Carapaz mit drei weiteren Grand-Tour-Etappensiegen bei der Vuelta a España nachlegte. Der Ecuadorianer gewann zudem die Bergwertung der Spanien-Rundfahrt. Am 8. Oktober stellte Filippo Ganna mit 56,792 Kilometern einen neuen Stundenweltrekord auf.

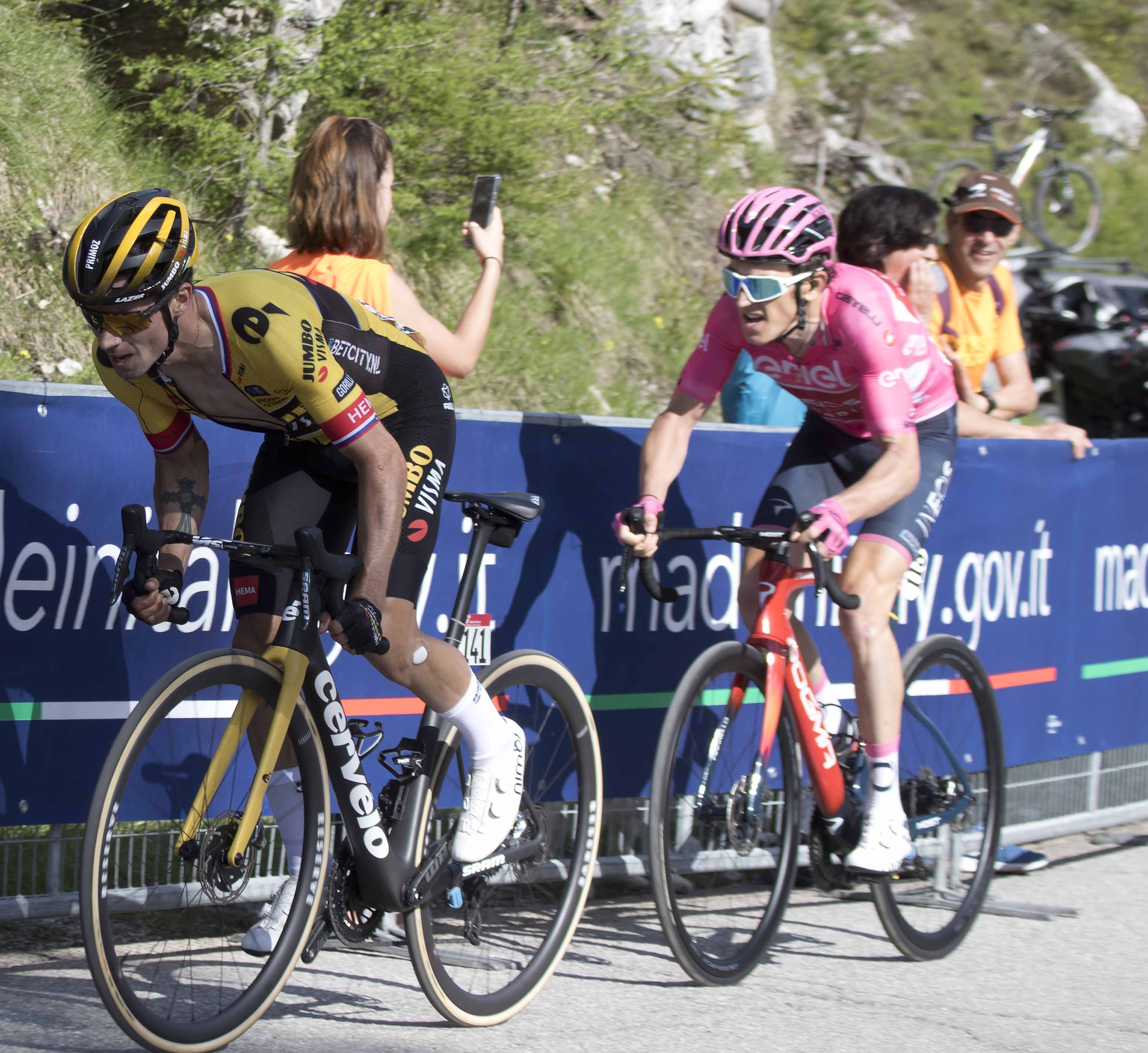
Geraint Thomas trägt das Rosa Trikot beim Giro d’Italia 2023

Im Vorfeld der Saison 2023 mussten die Ineos Grenadiers zahlreiche Abgänge von Leistungsträgern in Kauf nehmen. Nach Rohan Dennis im Vorjahr wechselte nun auch der Paris–Roubaix-Sieger Dylan Van Baarle zum Team Jumbo-Visma, das mit Jonas Vingegaard den Gesamtsieger der Tour de France 2022 gestellt hatte. Auch Adam Yates und Richard Carapaz verließen die britische Mannschaft, während Richie Porte seine Karriere beendete. Neu ins Team kamen unter anderen der Niederländer Thymen Arensman und der erst 18-jährige Joshua Tarling, der bei den Weltmeisterschaften den Zeitfahr-Bewerb der Junioren gewonnen hatte. Im Frühjahr gewann Thomas Pidcock mit der Strade Bianche eines der größten italienischen Eintagesrennen und stand im Anschluss beim Amstel Gold Race und Lüttich–Bastogne–Lüttich auf dem Podium. Geraint Thomas fokussierte sich im Jahr 2023 auf den Giro d’Italia, wo er für acht Tage das Rosa Trikot trug, ehe er dieses am vorletzten Etappentag an Primož Roglič abgeben musste. Bei der Tour de France 2023 gab Egan Bernal nach seinem schweren Unfall sein Grand-Tour-Comeback, konnte jedoch nicht an seine früheren Leistungen anschließen. Schlussendlich fuhr Carlos Rodríguez als Gesamtfünfter das beste Resultat der Mannschaft ein, wobei er ebenso wie Michał Kwiatkowski eine Etappe gewinnen konnte. Bei der Vuelta a España konnten weder Geraint Thomas noch Egan Bernal überzeugen, doch mit Filippo Ganna, der im Frühjahr Zweiter bei Mailand–Sanremo geworden war, konnten sich die Ineos Grenadiers einen weiteren Grand-Tour-Etappensieg sichern. Thomas Pidcock gewann den XCO-Bewerb bei den Weltmeisterschaften in Glasgow und sorgte somit für den ersten Weltmeistertitel im Mountainbikesport.

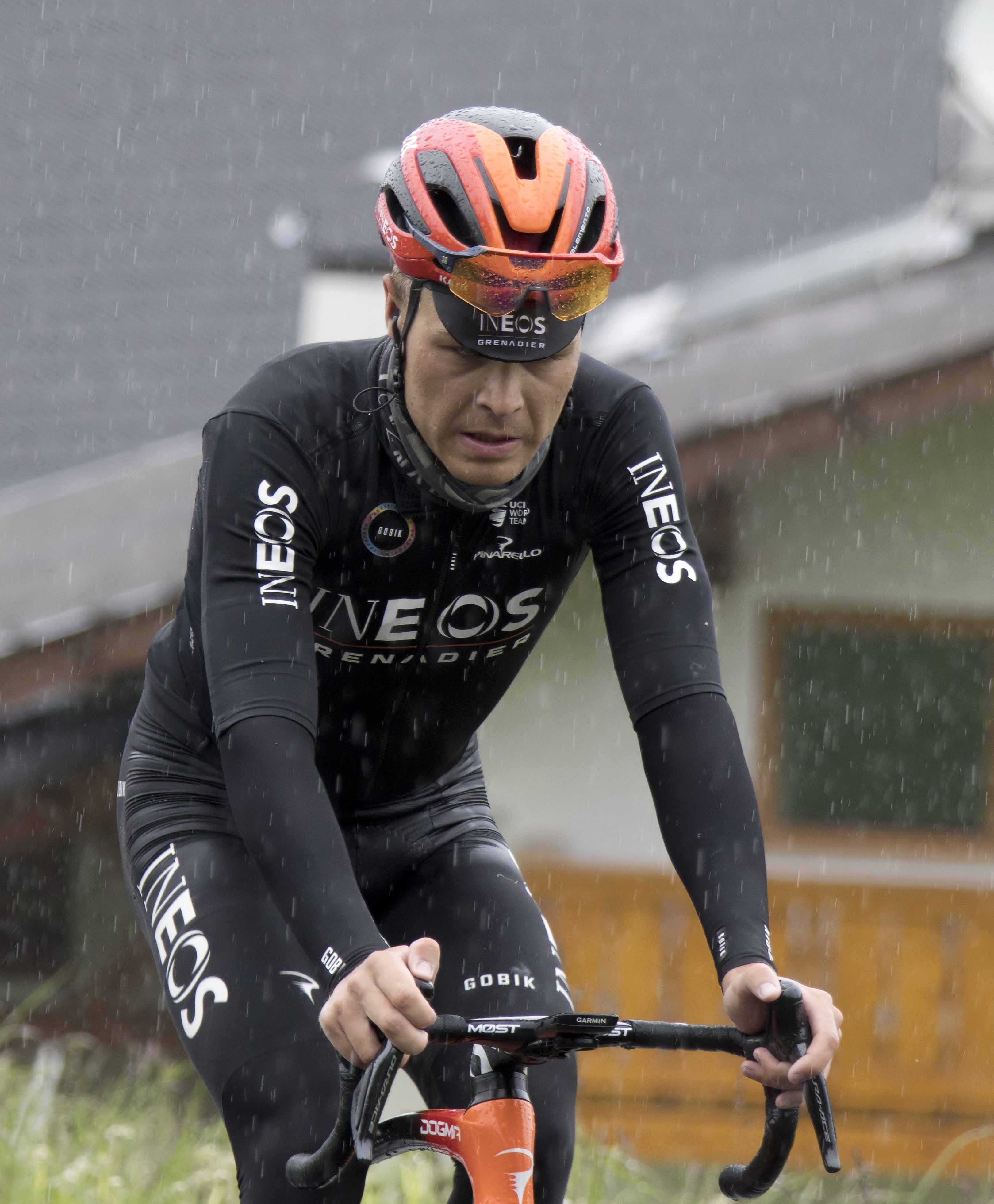
In der Saison 2024 blieben die Ineos Grenadiers hinter ihren früheren Leistungen zurück. Zudem kam es vermehrt zu Spannungen im Team.

Im Jahr 2024 setzte sich der Negativtrend der britischen Mannschaft weiter fort, wobei es während der Saison immer wieder zu Spannungen im Team kam. Bereits im Vorfeld der Saison musste die Mannschaft die Abgänge von Tao Geoghegan Hart, Daniel Felipe Martínez und Pavel Sivakov, sowie den Nachwuchstalenten Luke Plapp und Ben Tulett in Kauf nehmen. Mit Tobias Foss sicherte sich die britische Mannschaft die Dienste des Zeitfahr-Weltmeisters des Jahres 2022. Der Norweger blieb jedoch hinter den Erwartungen zurück und konnte mit einem Etappensieg bei der Tour of the Alps nur einen Saisonsieg einfahren. Aufgrund von Unstimmigkeiten verließen die beiden Performance Manager Daniel Bigham und Jonny Wale die Mannschaft und wechselten zum Team Red Bull–Bora–Hansgrohe. Kurz vor der Tour de France wurde Steve Cummings als Sportlicher Leiter kurzfristig zurückgezogen. Am Ende der Saison kam es im Vorfeld der Lombardei-Rundfahrt zu einem weiteren Eklat, als Thomas Pidcock aufgrund einer Anordnung des Managements nicht für das letzte Monument der Saison nominiert wurde. Der Brite, der im Frühjahr das Amstel Gold Race für sich entschieden hatte und wenige Tage zuvor Zweiter des Giro dell’Emilia geworden war, hätte die Lombardei-Rundfahrt ursprünglich als Kapitän in Angriff nehmen sollen. Mit nur zehn internationalen Erfolgen blieb die Mannschaft deutlich hinter ihren vergangenen Leistungen zurück. Der zwischenzeitlich 38-jährige Geraint Thomas stand als Dritter neuerlich auf dem Podium des Giro d’Italia, wobei sein Rückstand auf den siegreichen Tadej Pogačar mehr als zehn Minuten betrug. Für die einzigen Grand-Tour-Etappensiege sorgten Jhonatan Narváez und Filippo Ganna im Rahmen der Italien-Rundfahrt, wobei Ersterer die Auftaktetappe für sich entschied und einen Tag in der Maglia Rosa fuhr. Carlos Rodríguez gewann mit der Tour de Romandie ein Etappenrennen der UCI WorldTour, blieb als Gesamtsiebter bei der Tour de France jedoch hinter den Erwartungen zurück. Am Ende der Saison beendet er die Vuelta a España als bester Fahrer seiner Mannschaft auf dem zehnten Gesamtrang. Weder Egan Bernal noch Thymen Arensman und Thomas Pidcock konnten mit ihren Ergebnissen als Gesamtklassement-Fahrer überzeugen, wobei Ersterer als Dritter der Katalonien-Rundfahrt zum ersten Mal nach seinem Unfall wieder auf dem Podium eines UCI-WorldTour-Rennens stand. In Paris wurde Thomas Pidcock zum zweiten Mal Olympiasieger im Mountainbike-Bewerb.
Am 4. Dezember 2024 löste Thomas Pidcock seinen Vertrag bei den Ineos Grenadiers frühzeitig auf und verließ die Mannschaft nach zunehmenden Spannungen mit der Teamleitung. Auch Jhonatan Narváez und Ethan Hayter wechselten für die Saison 2025 ihren Arbeitgeber. Bekannte Neuzugänge sind Bob Jungels und Axel Laurance, sowie der Sprinter Caleb Ewan, der das Team Jayco AlUla verfrüht verließ. Im Jänner wurden Berichte veröffentlicht, wonach das britische Team ab der Hälfte der Saison 2025 einen neuen Hauptsponsor erhalten würde.

## Platzierungen in UCI-Ranglisten
UCI World Ranking
| World Ranking | World Ranking | World Ranking                 | World Ranking |
| Jahr          | Teamwertung   | Einzelwertung                 |               |
| ------------- | ------------- | ----------------------------- | ------------- |
| 2016          | —             | Chris Froome (2. )            |               |
| 2017          | —             | Chris Froome (2. )            |               |
| 2018          | —             | Geraint Thomas (6. )          |               |
| 2019          | 6.            | Egan Bernal (4. )             |               |
| 2020          | 4.            | Richard Carapaz (11. )        |               |
| 2021          | 2.            | Egan Bernal (5. )             |               |
| 2022          | 3.            | Daniel Felipe Martínez (15. ) |               |
| 2023          | 4.            | Filippo Ganna (15. )          |               |
| 2024          | 7.            | Carlos Rodríguez (19. )       |               |
|               |               |                               |               |
| Quelle: UCI   |               |                               |               |

UCI World Calendar
| Saison | Mannschaftswertung | Fahrerwertung              |
| ------ | ------------------ | -------------------------- |
| 2010   | 15.                | Edvald Boasson Hagen (16.) |

UCI WorldTour
| Saison | Mannschaftswertung | Fahrerwertung           |
| ------ | ------------------ | ----------------------- |
| 2011   | 2.                 | Bradley Wiggins (8.)    |
| 2012   | 1.                 | Bradley Wiggins (2.)    |
| 2013   | 2.                 | Christopher Froome (2.) |
| 2014   | 9.                 | Christopher Froome (7.) |
| 2015   | 3.                 | Christopher Froome (6.) |
| 2016   | 3.                 | Christopher Froome (3.) |
| 2017   | 1.                 | Christopher Froome (2.) |
| 2018   | 2.                 | Geraint Thomas (4.)     |

## Doping
Die vor allem bei den Grand Tours erfolgreiche Mannschaft proklamierte stets eine Nulltoleranz-Politik gegenüber Doping, geriet aber häufiger selbst in Verdacht. Insbesondere wurde die Nutzung von Ausnahmegenehmigungen für die Verwendung leistungssteigernder Substanzen, die Verpflichtung eines in den Dopingskandal des Rabobank-Teams verwickelten Mediziners und die Behandlung des positiven Dopingtests von Chris Froome bei der Vuelta a España 2017 kritisiert.
Im Anschluss an den Doping-Skandal um Lance Armstrong und den Tour-de-France-Sieg durch Bradley Wiggins mussten alle Fahrer und Mitarbeiter unterschreiben, dass sie weder in der Vergangenheit noch in der Gegenwart eine Verbindung zu verbotenen leistungsfördernden Substanzen hatten. Nach weiterführenden Ermittlungen mussten daraufhin mit dem Teamarzt Geert Leinders, dem sportlichen Leiter Steven de Jongh und dem Trainer Bobby Julich drei hochrangige Mitarbeiter die Mannschaft verlassen. Im Jahr 2013 wurde auch der Vertrag des Neuzugangs Jonathan Tiernan-Locke aufgelöst, nachdem der Brite wegen Unregelmäßigkeiten im Blutpass eine zweijährige Sperre erhielt. Das Sky Procycling Team verwies jedoch darauf, dass der Fahrer zu dem Zeitpunkt der Unregelmäßigkeiten noch für die Endura Racing Mannschaft fuhr. In den Jahren 2014 und 2016 wurde Sergio Henao ebenfalls aufgrund von Unregelmäßigkeiten im Blutpass zwei Mal vom Team Sky aus dem Rennbetrieb genommen. Beide Male wurde das Verfahren jedoch eingestellt, sodass der Kolumbianer keine Sperre erhielt.
Im Dezember des Jahres 2017 wurde bekannt gegeben, dass der vierfache Tour-de-France-Sieger Chris Froome während der Vuelta a España 2017 positiv auf Salbutamol getestet worden war. Der Brite, der jene Austragung der Spanien-Rundfahrt gewann, lag bei der Testung über dem WADA-Grenzwert von 1000 ng/ml, was zu einer Sperre und dem Verlust seines Grand-Tour-Sieges geführt hätte. Am 2. Juli 2018 kam die UCI mit Unterstützung der WADA nach weiterer Untersuchung der Beweise zu dem Schluss, dass kein Dopingvergehen vorlag, und schloss das Verfahren gegen Chris Froome ab. Der Vorfall ereignete sich kurz nach den Fancy-Bears-Enthüllungen, die das Image des Team Sky weiter verschlechterte.

### Fancy-Bear-Leaks (TUE-Enthüllungen)
Im September 2016 hackte die russische Cyber-Spionagegruppe Fancy Bear das Anti-Doping Administration and Management System (ADAMS) der WADA und veröffentlichte Daten über die TUEs (Therapeutic Use Exemption) von 29 Sportlern. Unter einem TUE versteht man eine medizinische Ausnahmeregelung, die es einem Sportler erlaubt, aufgrund einer Krankheit oder eines Leidens Medikamente zu verwenden, die auf der Liste der verbotenen Substanzen der WADA stehen. Mit Chris Froome und Bradley Wiggins wurden auch die Daten von zwei Fahrern des Team Sky veröffentlicht. Beide hatten nach eigenen Aussagen jedoch kein Problem mit den Leaks und verwiesen darauf, dass sie bereits in der Vergangenheit offen mit ihren Asthma-Erkrankungen umgegangen waren.
Laut den Leaks erhielt Chris Froome beim Critérium du Dauphiné 2013 und bei der Tour de Romandie 2014 medizinische Ausnahmegenehmigungen für das Medikament Prednisolon, das zur Behandlung verschiedener Entzündungs- und Autoimmunerkrankungen, einschließlich akuter Asthmaanfälle, eingesetzt wird. Für Diskussionen sorgten in erster Linie jedoch die Berichte über Bradley Wiggins, der wenige Wochen vor der Tour de France 2011, Tour de France 2012 und dem Giro d’Italia 2013 Injektionen von Triamcinolonacetonid erhielt, um dessen Asthma-Erkrankung und Pollen-Allergie zu behandeln. So sprach der ehemalige Mannschaftsarzt Brentice Steffen, der den Briten beim Garmin-Slipstream Team betreut hatte, von einem „großen Zufall“, dass genau zu diesem Zeitpunkt eine große Dosis intramuskulärer, lang wirkender Kortikosteroide benötigt wird.
Im Jahr 2018 wurde ein Untersuchungsbericht des Ausschusses für Digitales, Kultur, Medien und Sport veröffentlicht, der zu dem Schluss kam, dass Bradley Wiggins die Freigabe des Medikaments zur Leistungssteigerung bei der Tour de France 2012 genutzt habe. Folglich habe er zwar nicht gegen die Anti-Doping-Regeln der WADA verstoßen, jedoch entgegen den ethischen Prinzipien seines Teams gehandelt. Sowohl Bradley Wiggins als auch das Team Sky wiesen die Vorwürfe des Untersuchungsberichts zurück.

### Jiffy-Bag-Skandal (UKAD-Untersuchung)
Kurze Zeit nach den Fancy-Bear-Leaks veröffentlichte die Daily Mail am 6. Oktober 2016 einen Artikel des Journalisten Matt Lawton, der von einer Paketlieferung im Jahr 2011 berichtete. Am 12. Juni reiste Simon Cope, der damals beim britischen Radsportverband angestellt war, nach La Toussuire, wo die abschließende Etappe des Critérium du Dauphiné 2011 stattfand. Dort übergab er ein Paket mit unbekanntem Inhalt an Richard Freeman, den damaligen Mannschaftsarzt des Sky Procycling Teams. Berichten zufolge sollen Bradley Wiggins und Richard Freeman nach der Etappenankunft gemeinsam mit dem Paket in den hinteren Teil des Mannschaftsbusses gegangen sein. Nach einer Anfrage, was sich in dem von Simon Cope gelieferten Paket befunden hatte, meinte das Sky-Procycling-Team zunächst, dass es sich um ein Medizinprodukt gehandelt habe, wobei bekräftigt wurde, dass es keinen Zusammenhang mit den Triamcinolonacetonid-Injektion der Fancy-Bears-Leaks gab.
Im Zuge der journalistischen Aufarbeitung der Geschehnisse verstrickte sich der Team-Manager Dave Brailsford immer wieder in Widersprüche, wobei er zunächst behauptete, Simon Cope wäre wegen der Radsportlerin Emma Pooley nach La Toussuire gereist, die zu diesem Zeitpunkt jedoch ein Rennen in Spanien absolvierte. Später behauptete Dave Brailsford, dass der Mannschaftsbus La Toussuire ohne Bradley Wiggins verlassen hatte, da dieser nach seinem Gesamtsieg länger im Zielort verblieb und später gemeinsam mit Tim Kerrison und Rod Ellingworth abreiste. Diese Aussagen stehen jedoch im Widerspruch zu Videoaufnahmen, die Bradley Wiggins nach dem Rennen bei Interviews vor dem Mannschaftsbus zeigen.
Ende Oktober kündigte das britische Parlament eine Untersuchung an, die sich mit der Beziehung zwischen dem medizinischen Paket und Bradley Wiggins beschäftigte. Im Dezember sagte Dave Brailsford aus, dass es sich beim Inhalt des Pakets um Fluimucil handelte, das nicht auf der Doping-Liste der WADA steht. Der Umstand, dass das Medikament nicht in einer französischen Apotheke erworben, sondern mit Simon Cope eingeflogen wurde, wurde von Experten jedoch als unglaubwürdig eingestuft. Weiters verpasste der betroffene Teamarzt Richard Freeman krankheitsbedingt die Parlamentssitzung, sodass die UK Anti-Doping (UKAD) die Untersuchung am 15. November 2017 aufgrund von fehlender Beweislage einstellte. Bradley Wiggins und die beteiligten Personen wurden weder freigesprochen noch begnadigt, da der Inhalt des Pakets bis heute nicht aufgeklärt ist.

## Mannschaft 2025
| Teamkader 2025                    | Teamkader 2025     | Teamkader 2025         | Teamkader 2025                     |
| Name                              | Geburtsdatum       | Land                   | Vorheriges Team                    |
| --------------------------------- | ------------------ | ---------------------- | ---------------------------------- |
| Thymen Arensman                   | 4. Dezember 1999   | Niederlande            | Team DSM (2022)                    |
| Andrew August                     | 12. Oktober 2005   | Vereinigte Staaten     | Hot Tubes Cycling (2023)           |
| Egan Bernal                       | 13. Januar 1997    | Kolumbien              | Androni-Sidermec-Bottecchia (2017) |
| Jonathan Castroviejo              | 27. April 1987     | Spanien                | Movistar Team (2017)               |
| Laurens De Plus                   | 4. September 1995  | Belgien                | Jumbo-Visma (2020)                 |
| Tobias Foss                       | 25. Mai 1997       | Norwegen               | Jumbo-Visma (2023)                 |
| Omar Fraile                       | 17. Juli 1990      | Spanien                | Astana-Premier Tech (2021)         |
| Filippo Ganna                     | 25. Juli 1996      | Italien                | UAE Team Emirates (2018)           |
| Lucas Hamilton                    | 12. Februar 1996   | Australien             | Team Jayco AlUla (2024)            |
| Kim Heiduk                        | 3. März 2000       | Deutschland            | Team Lotto-Kern Haus (2021)        |
| Bob Jungels                       | 22. September 1992 | Luxemburg              | Red Bull-Bora-Hansgrohe (2024)     |
| Michał Kwiatkowski                | 2. Juni 1990       | Polen                  | Etixx-Quick Step (2015)            |
| Victor Langellotti                | 7. Juni 1995       | Monaco                 | Burgos-BH (2024)                   |
| Axel Laurance                     | 13. April 2001     | Frankreich             | Alpecin-Deceuninck (2024)          |
| Michael Leonard                   | 26. März 2004      | Kanada                 | Team Franco Ballerini (2022)       |
| Salvatore Puccio                  | 31. August 1989    | Italien                |                                    |
| Brandon Rivera                    | 21. März 1996      | Kolumbien              | GW Shimano (2019)                  |
| Carlos Rodríguez                  | 2. Februar 2001    | Spanien                |                                    |
| Óscar Rodríguez                   | 6. Mai 1995        | Spanien                | Movistar Team (2023)               |
| Magnus Sheffield                  | 19. April 2002     | Vereinigte Staaten     | Rally Cycling (2021)               |
| Artem Shmidt                      | 30. Januar 2004    | Vereinigte Staaten     | Hagens Berman Jayco (2024)         |
| Ben Swift                         | 5. November 1987   | Vereinigtes Königreich | UAE Team Emirates (2018)           |
| Connor Swift                      | 30. Oktober 1995   | Vereinigtes Königreich | Arkéa-Samsic (2022)                |
| Joshua Tarling                    | 15. Februar 2004   | Vereinigtes Königreich | FlandersColor Galloo (2022)        |
| Geraint Thomas                    | 25. Mai 1986       | Vereinigtes Königreich | Barloworld (2009)                  |
| Ben Turner                        | 28. Mai 1999       | Vereinigtes Königreich | Trinity Racing (2021)              |
| Samuel Watson                     | 24. September 2001 | Vereinigtes Königreich | Groupama-FDJ (2024)                |
| Caleb Ewan (1. Jan.–6. Mai, Anm.) | 11. Juli 1994      | Australien             | Team Jayco AlUla (2024)            |
| Peter Øxenberg (1. Aug.–31. Dez.) | 23. Oktober 2005   | Dänemark               | ColoQuick (2024)                   |
|                                   |                    |                        |                                    |
| Quelle: ProCyclingStats           |                    |                        |                                    |

Anmerkung: Caleb Ewan, Karriereende des Sportlers